# Parchi e giardini di Anchorage

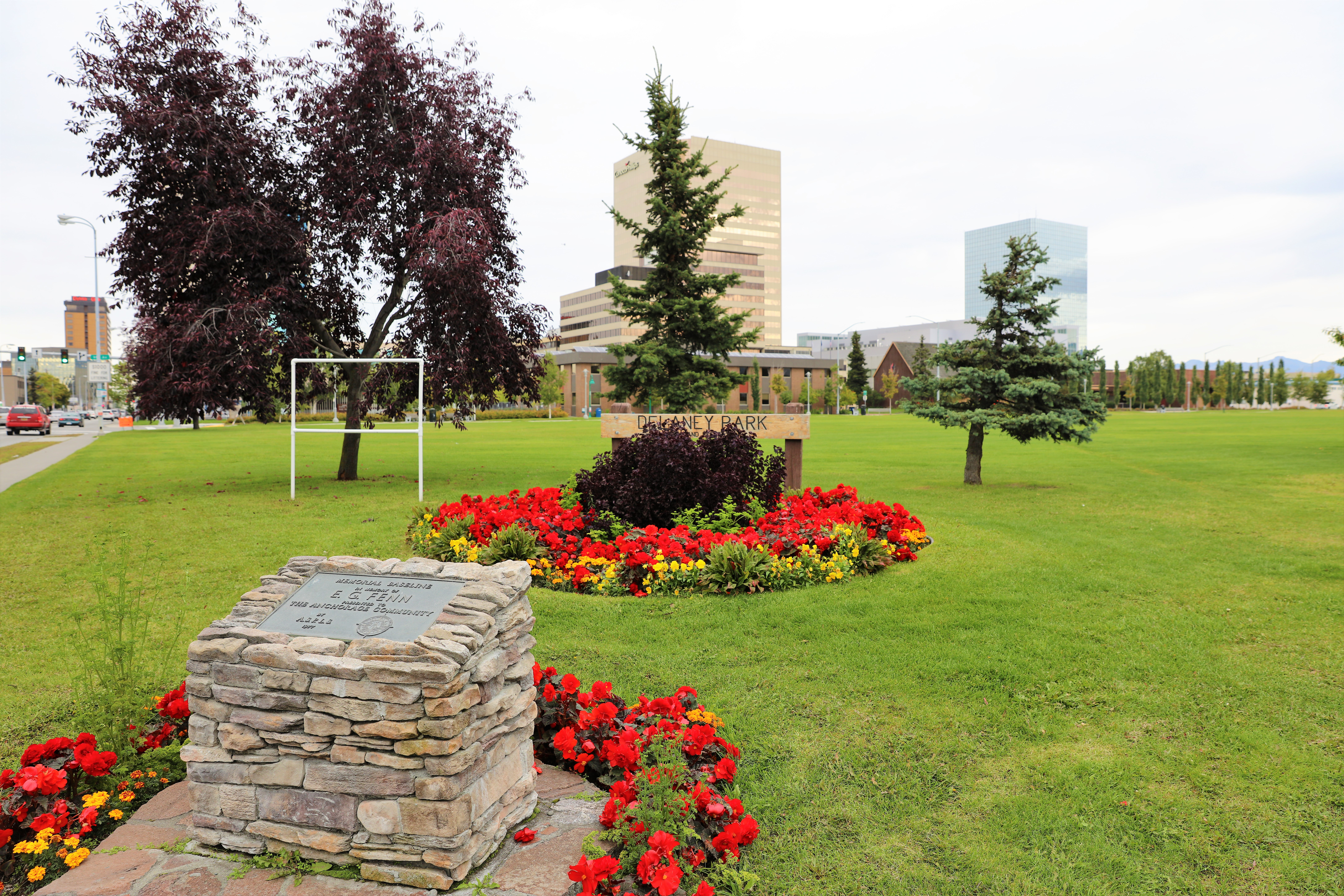
Il parco Delaney

## Parchi, giardini e aree ricreative
Anchorage è una città circondata ma anche immersa nel verde della natura. Moltissimi sono i parchi e giardini situati sia nella città che in periferia. Qui di seguito sono elencati e descritti alcuni di questi parchi.

### Ubicazione dei parchi nel centro della città

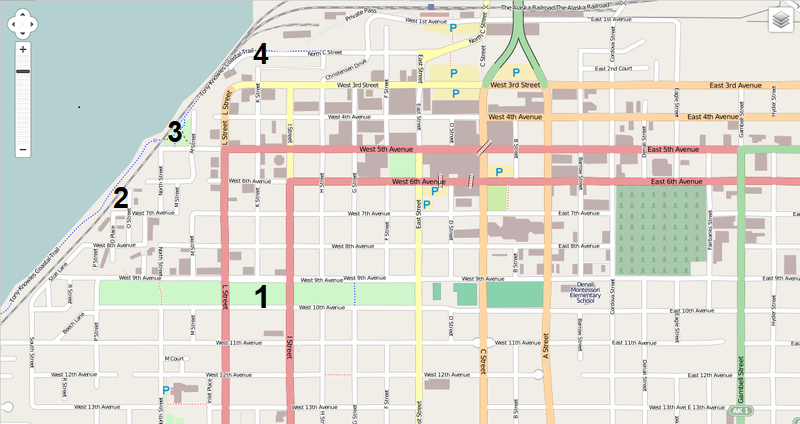

### Ubicazione dei parchi periferici

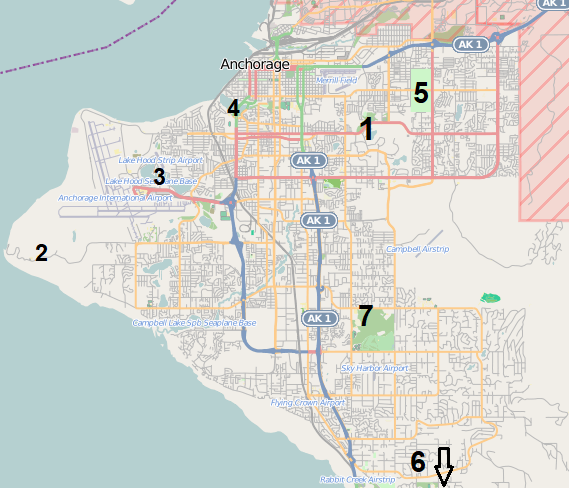

## Parco Delaney
61°12′47″N 149°54′04″W
Il Delaney Park è un parco vicino al centro della città. Si estende tra le vie A Street e P Street nel tratto che va dalla W 9th Avenue alla W 10th Avenue. Gli abitanti della città lo chiamano Park Strip per la sua forma lunga e stretta; è largo un isolato e lungo 13. Il parco è stato chiamato in ricordo di James Delaney, uno dei primi sindaci di Anchorage. In questo parco nel 1959 per celebrare la nascita dello stato furono bruciati 50 tonnellate di materiale pirotecnico.
Nel 1917 appena nata la città questa radura fungeva da barriera tra Anchorage e la foresta vicina (come tagliafuoco); più tardi (1922 - 1929) fu utilizzata come pista di atterraggio. Ora comprende due campi di calcio, 6 campi per il gioco di "softball", 8 campi da tennis e due campi da pallavolo in sabbia. In inverno è presente una pista di hockey su ghiaccio, una pista di pattinaggio su ghiaccio e un percorso invernale attorno al parco. Nel centro del parco è presente un memoriale ai veterani di guerra, un palco e un giardino di rose.

### Alcune immagini del parco Delaney

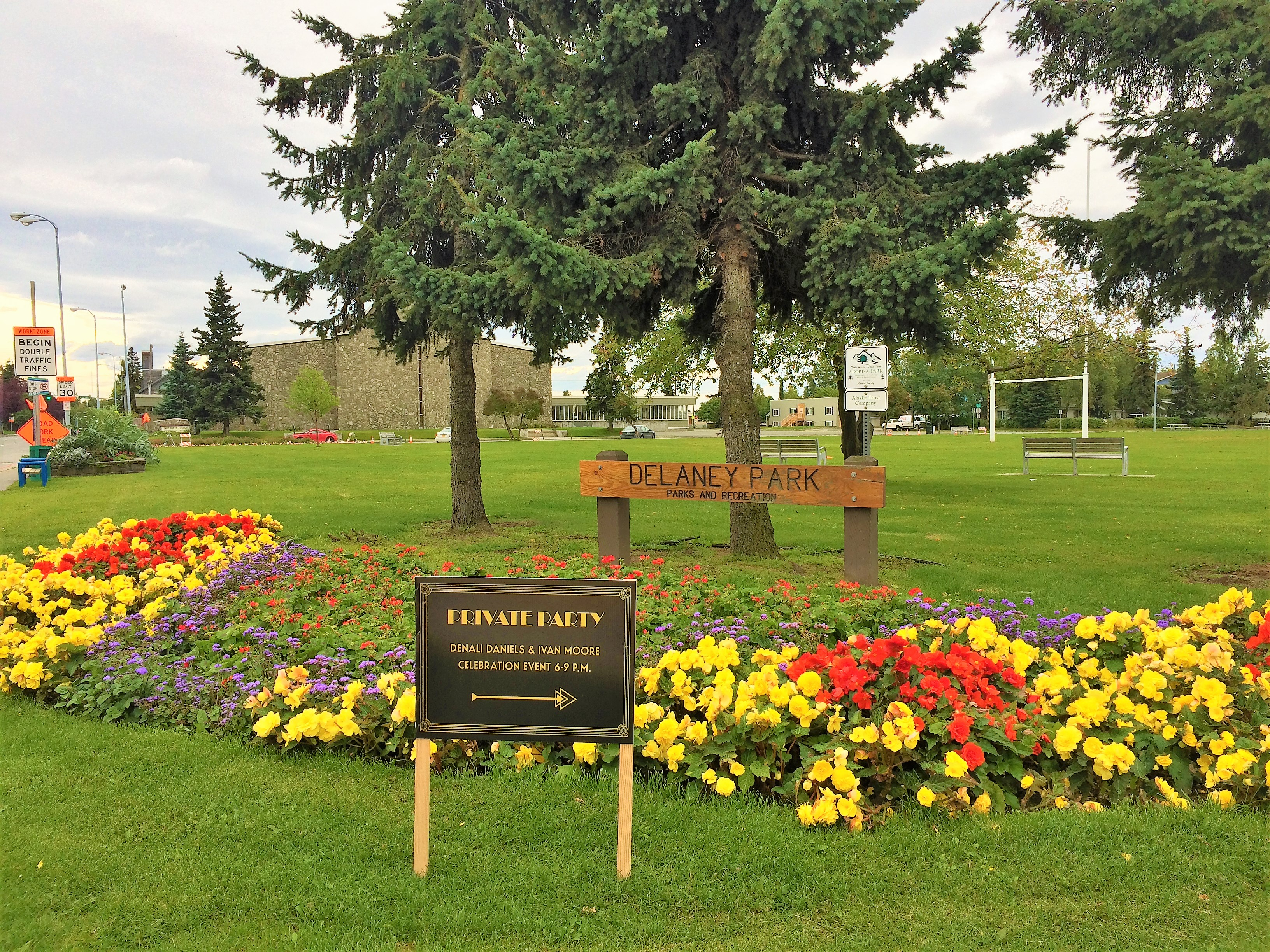
Il parco in settembre
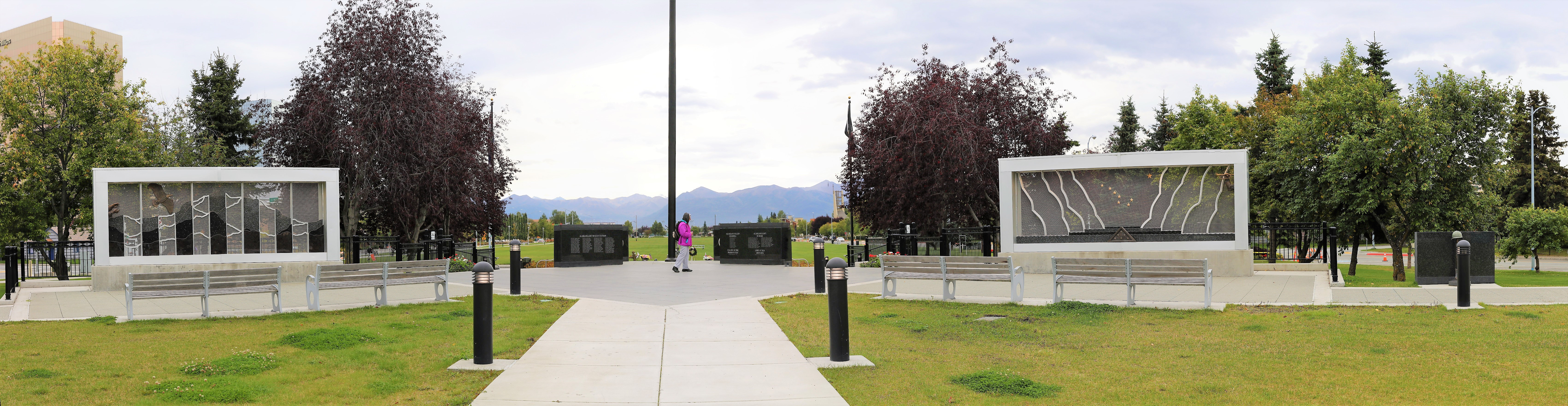
Memoriale ai veterani di guerra
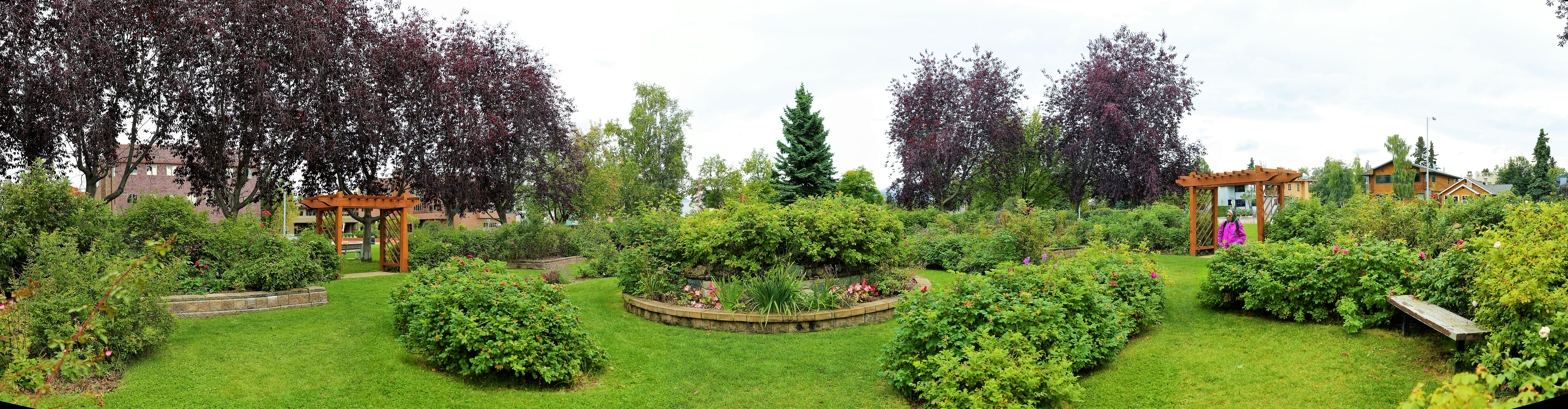
Giardino di rose
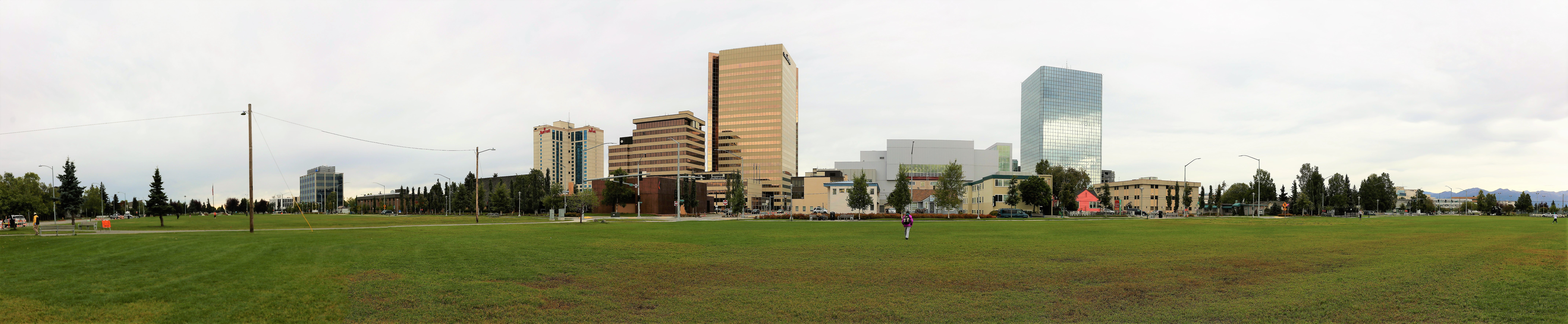
Panorama verso il centro della città

- Wikimedia Commons contiene immagini o altri file su Parchi e giardini di Anchorage

## Parco Goose Lake
61°11′49″N 149°49′13″W
Il Goose Lake Park è un parco situato all'interno della città a nord dell'"University of Alaska". Il parco e il relativo lago si trova a pochi passi dalla Northern Lights Blvd. Il lago è adatto alla balneazione con relativo bagnino. È possibile anche il noleggio di barche a remi. D'inverno ghiaccia e si trasforma in una pista di pattinaggio. Un sentiero di circa 5 chilometri segue il perimetro del lago.
Da metà maggio a metà settembre è possibile vedere la strolaga mezzana del Pacifico. Altre specie presenti sono l'oca del Canada, il gabbiano reale americano, il fischione americano e diversi passeri oscini.
Il lago "Goose" si trova a sud-est della confluenza del Nord e del Sud Forks Chester Creek. È largo 0,48 km e si trova alla quota di 43 m s.l.m..

### Alcune immagini del parco Goose Lake

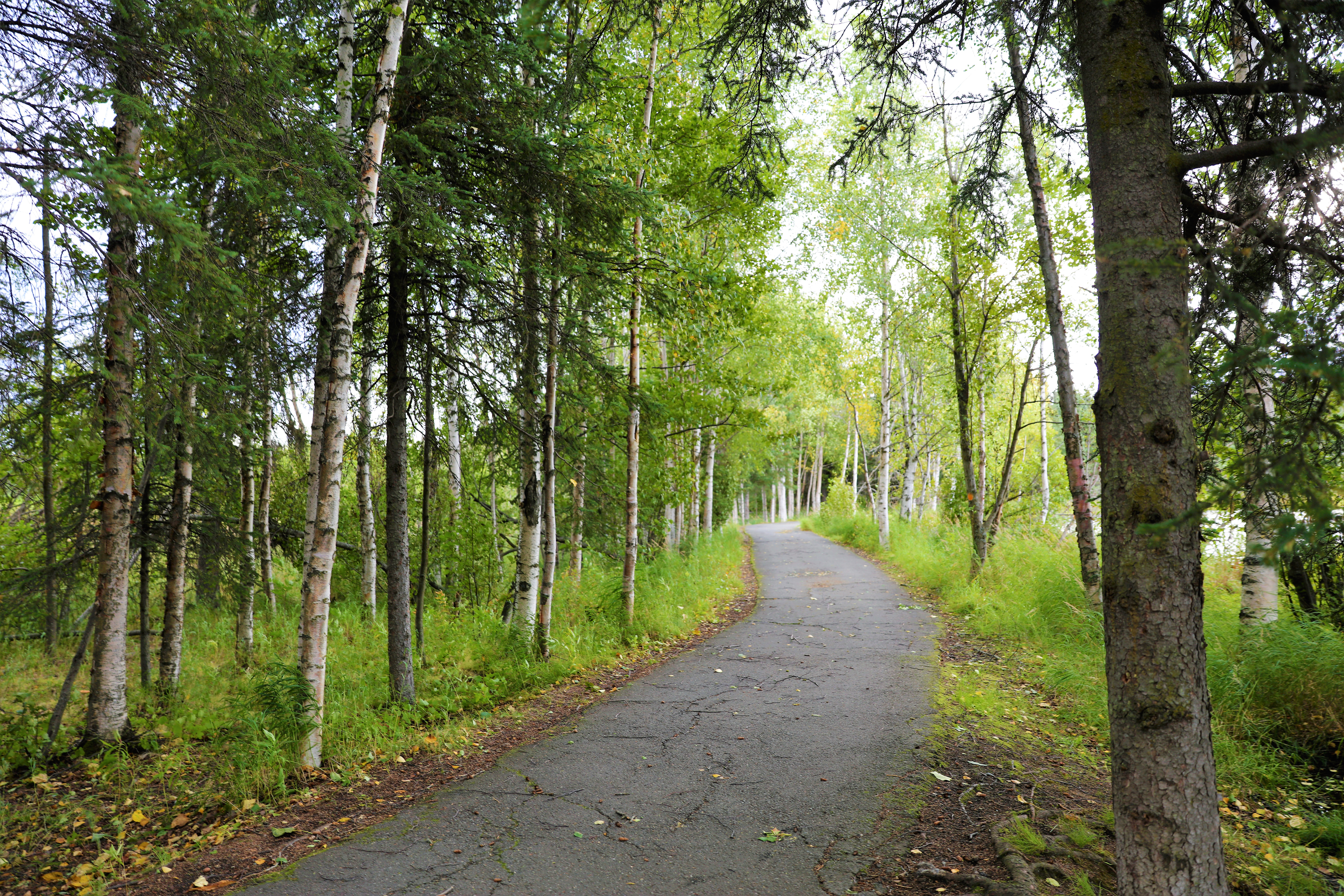
Un sentiero del parco
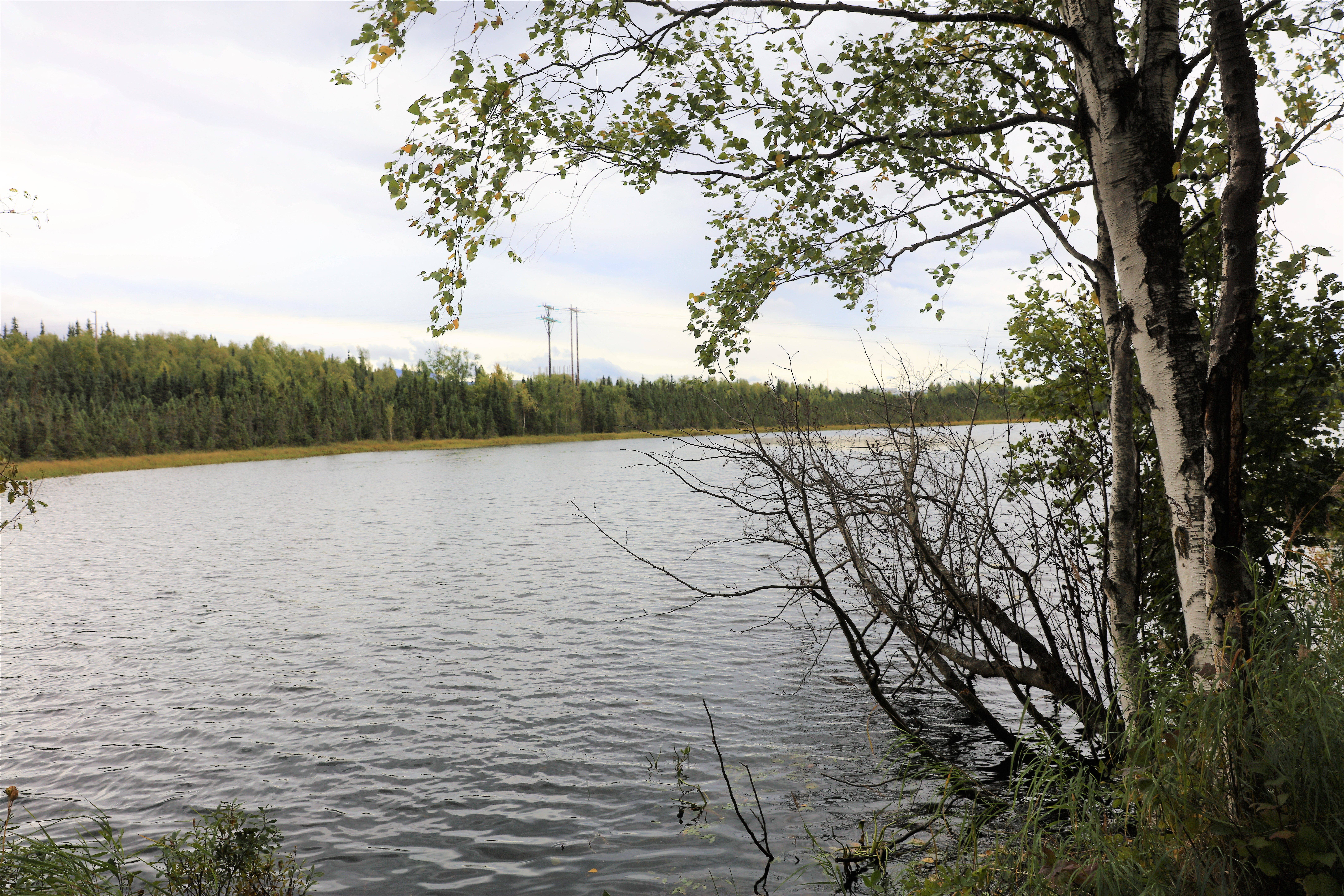
Il lago in settembre
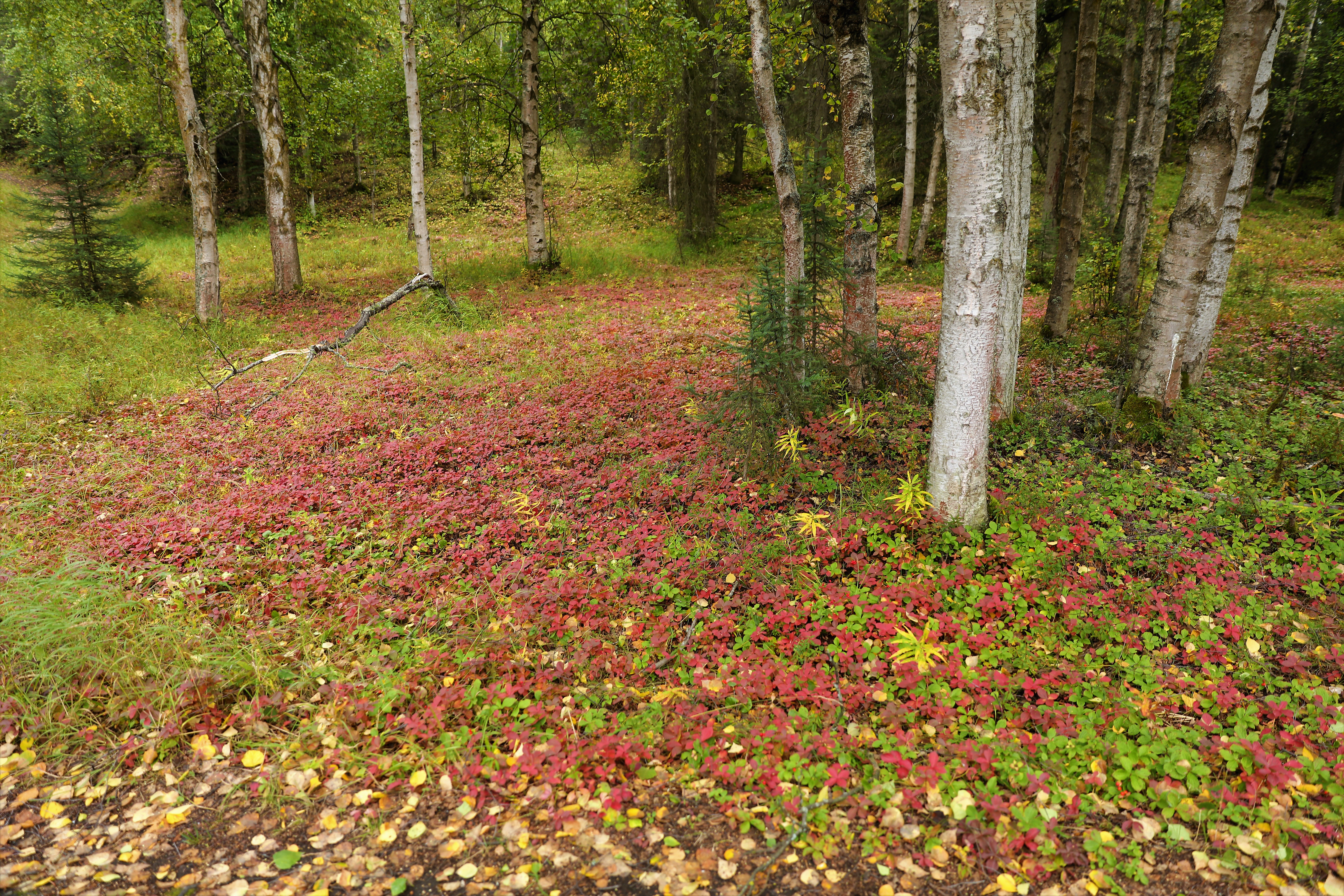
Il sottobosco del parco
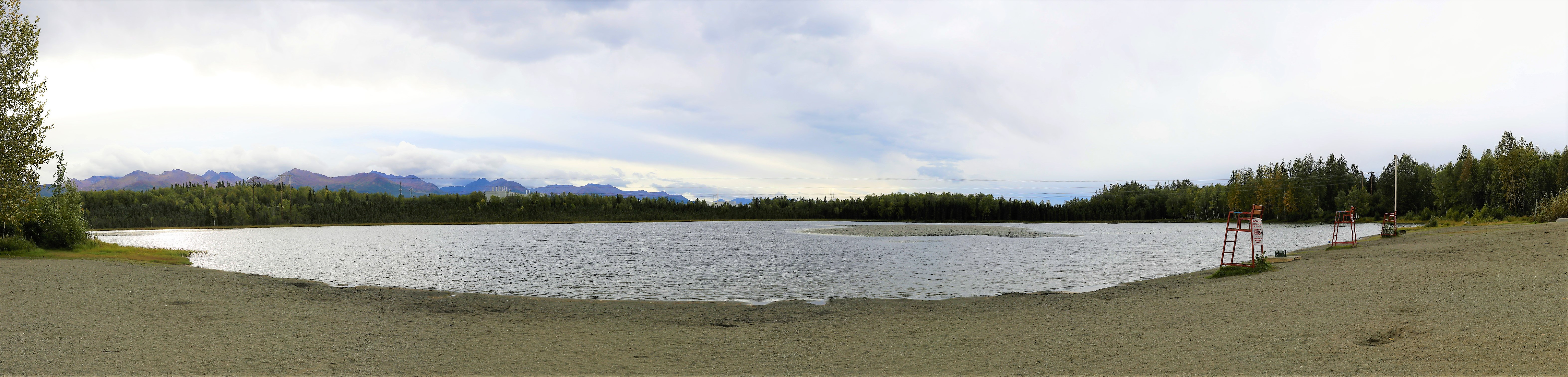
Il lago del parco

- Wikimedia Commons contiene immagini o altri file su Parchi e giardini di Anchorage

## Parco Kincaid
61°09′15″N 150°03′20″W
Il Kincaid Park è un parco situato a sud del "Ted Stevens Anchorage International Airport". Ha oltre 6 chilometri quadrati di sviluppo. Parte del parco confina a sud sulla Baia di Turnagain, a ovest sulla Baia di Knik. Una strada asfaltata "Raspberry Road" porta fino al centro del parco dove è situato un parcheggio e uno chalet (Centro Visitatori). Diversi sentieri scendono fino al mare (Point Campbell). Il parco è stato istituito nel 1978 ed è in continua espansione. La maggior parte della sua area si estende su un'antica e robusta morena sulla punta sud-occidentale della "Anchorage Bowl" (la "ciotola" di Anchorage, una striscia di pianura costiera che si estende a est fino alle pendici dei Monti Chugach).
Il parco è aperto tutti i giorni dalle 10:00 alle 22:00. Lo chalet è aperto tutti i giorni dalle 12:00 alle 20:30 (di domenica fino alle 17.00). Lo chalet dispone di sale che possono essere affittate al pubblico per matrimoni, compleanni, baby shower e altri eventi speciali.
In inverno è frequentato per lo sci nordico (ci sono circa 60 chilometri di piste da sci di fondo), in estate dai corridori, ciclisti (27 chilometri di piste ciclabili) e escursionisti in genere (il sentiero principale è il Tony Knowles Coastal Trail, è lungo 18 chilometri e conduce fino ad Anchorage). Sono presenti campi da golf e di calcio.
Dalle alture del parco, nelle belle giornate, è possibile vedere le vette dei monti Susitna e Denali.

### Alcune immagini del parco Kincaid

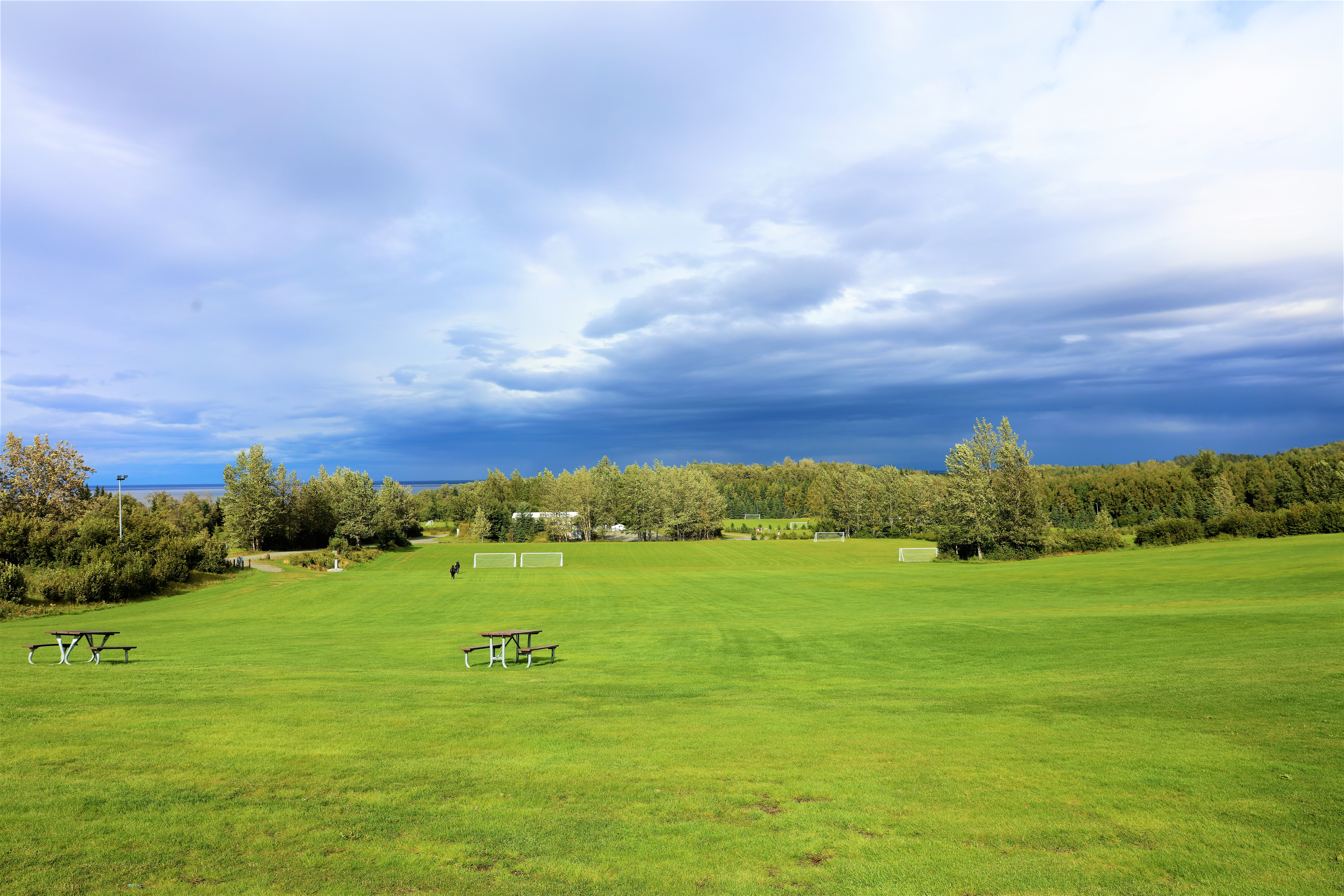
Il parco in settembre
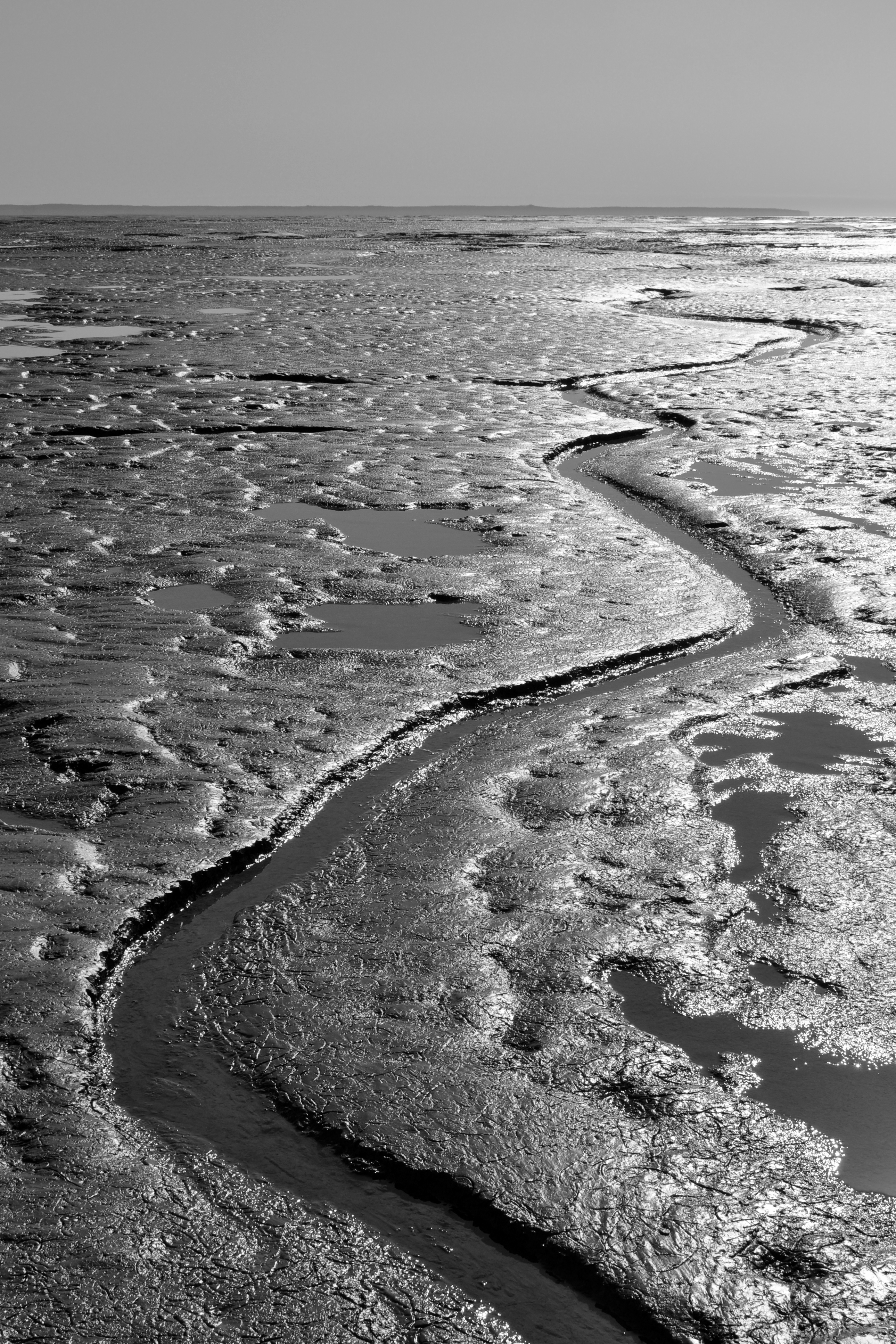
Canali di sabbia
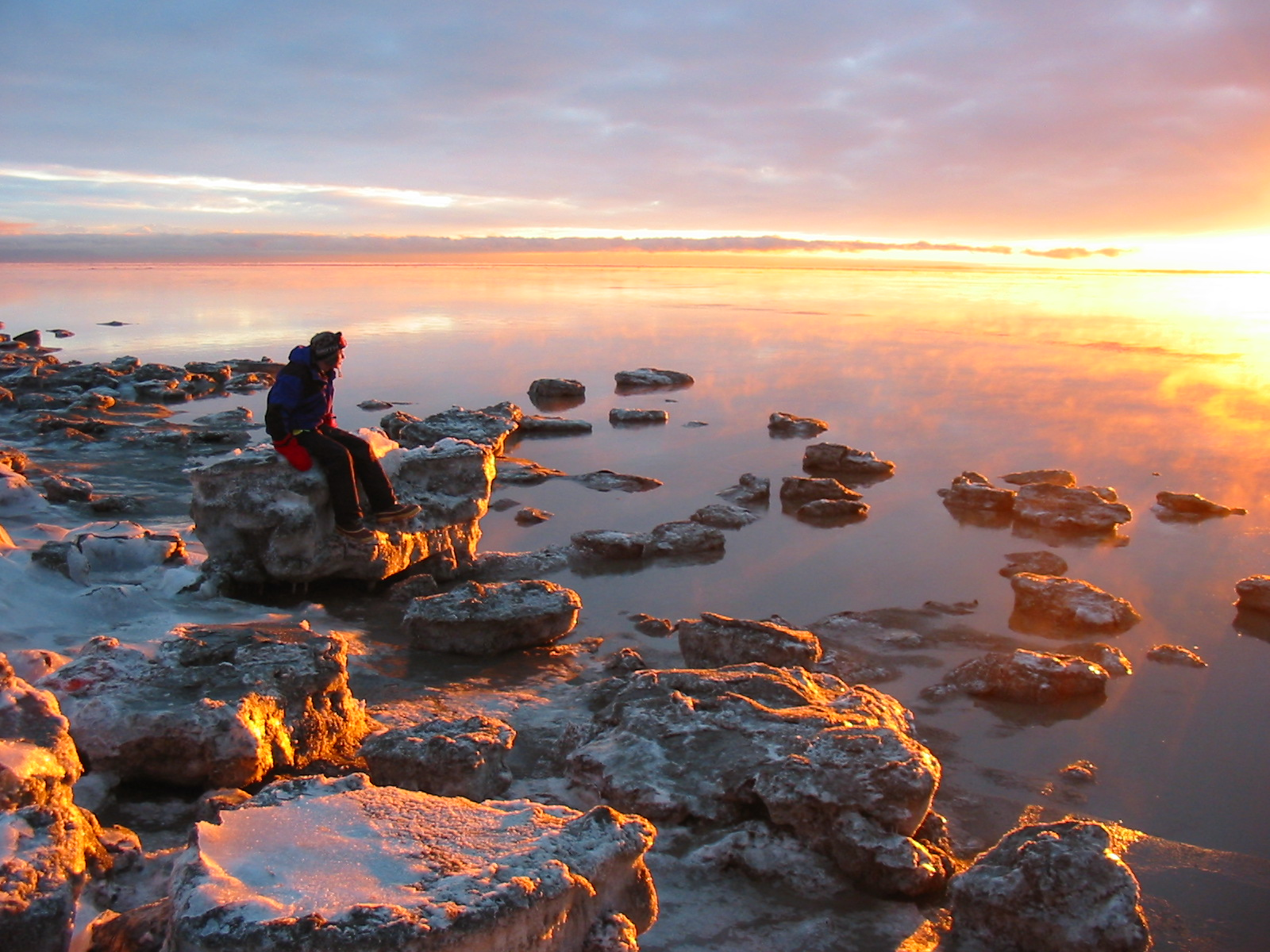
Il mare dal parco
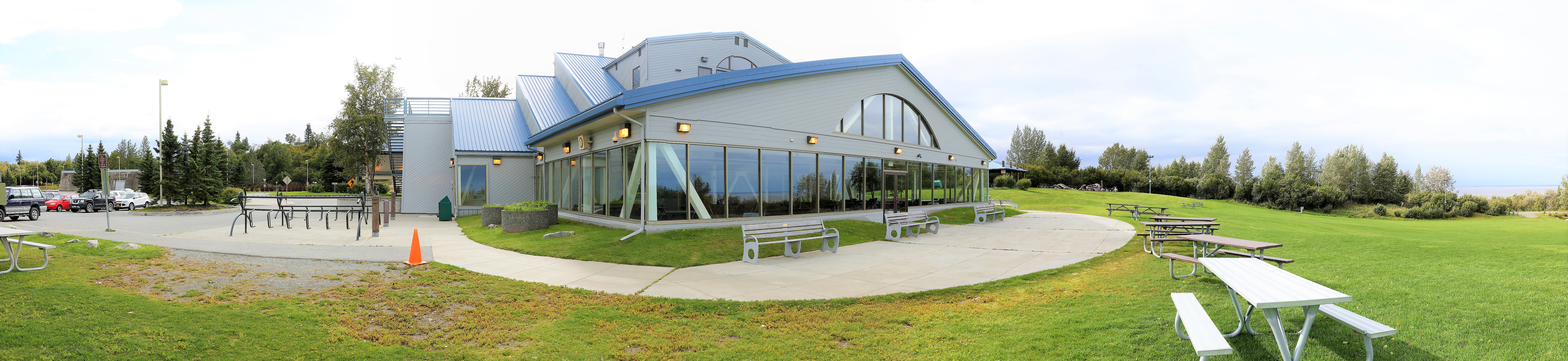
Il Centro Visitatori

- Wikimedia Commons contiene immagini o altri file su Parchi e giardini di Anchorage

## Lago Hood e Spenard
61°10′54″N 149°57′59″W
Tra l'aeroporto "Ted Stevens Anchorage International Airport" e la città di Anchorage si trovano due laghi collegati: il Lake Hood e il Lake Spenard. Il lago Hood accoglie sulle sue acque "il maggior numero di idrovolanti del mondo" (sono quasi 200 le operazioni giornaliere di volo) e il museo "Alaska aviation heritage museum" dedicato ai piccoli aerei e ai piloti avventurosi che hanno raggiunto le zone più lontane e sperdute dell'Alaska.
Inizialmente i due laghi erano separati, poi negli anni '70 su iniziativa dello stato si iniziò a dragare un canale tra i due laghi per creare una opportuna zona per i decolli degli idrovolanti.

### Alcune immagini dei laghi Hood e Spenard

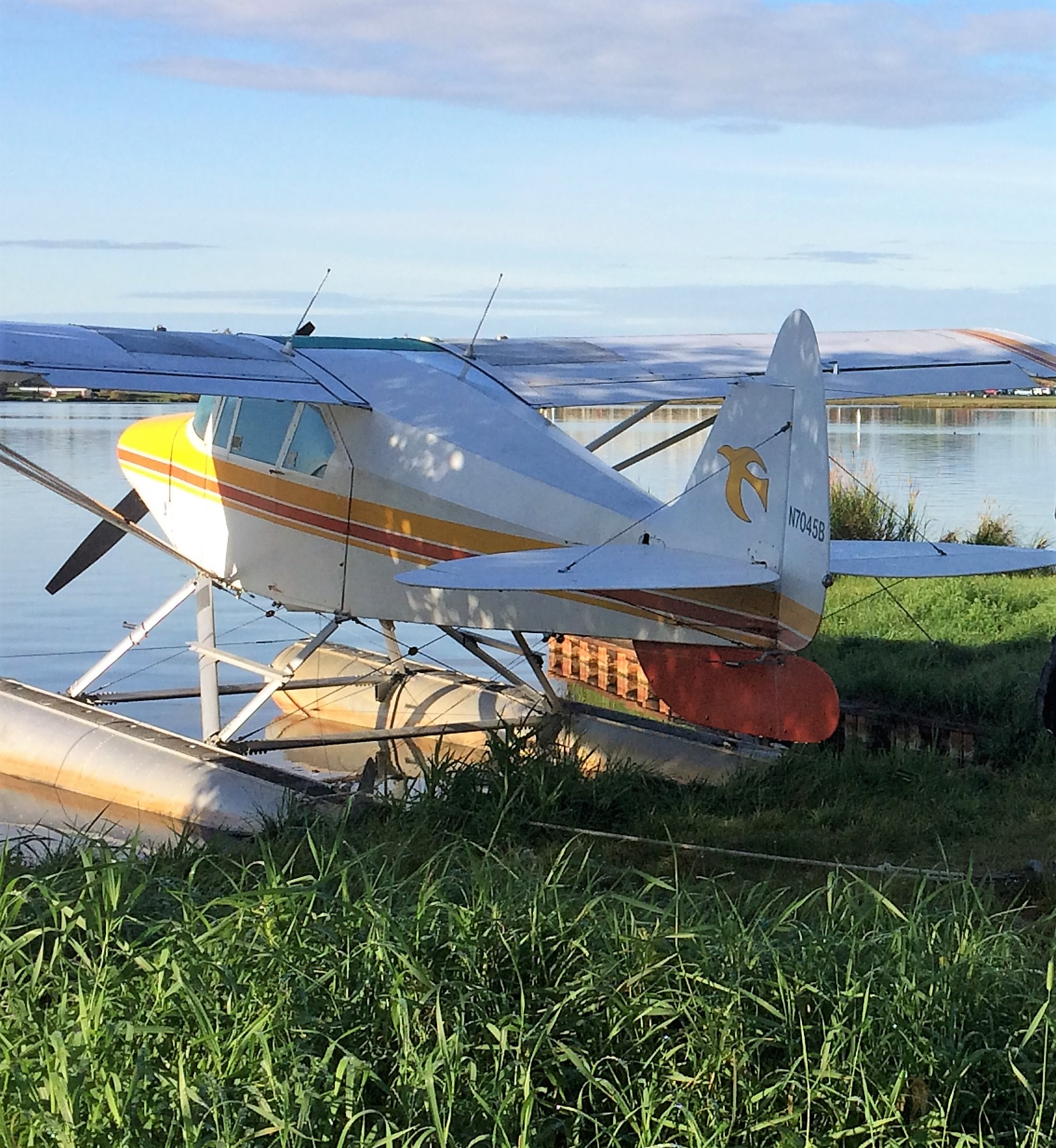
Il lago in settembre
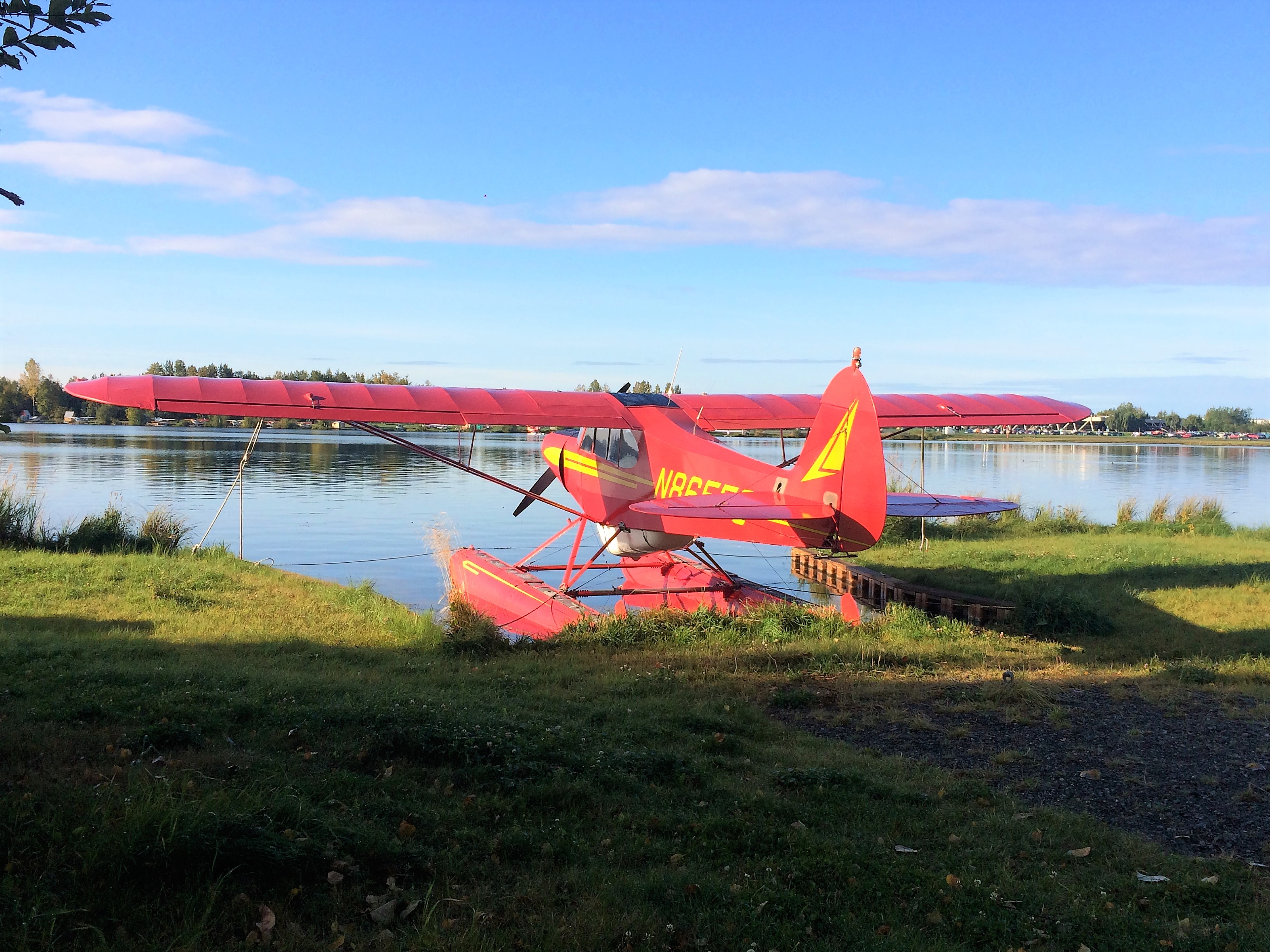
Il lago in settembre
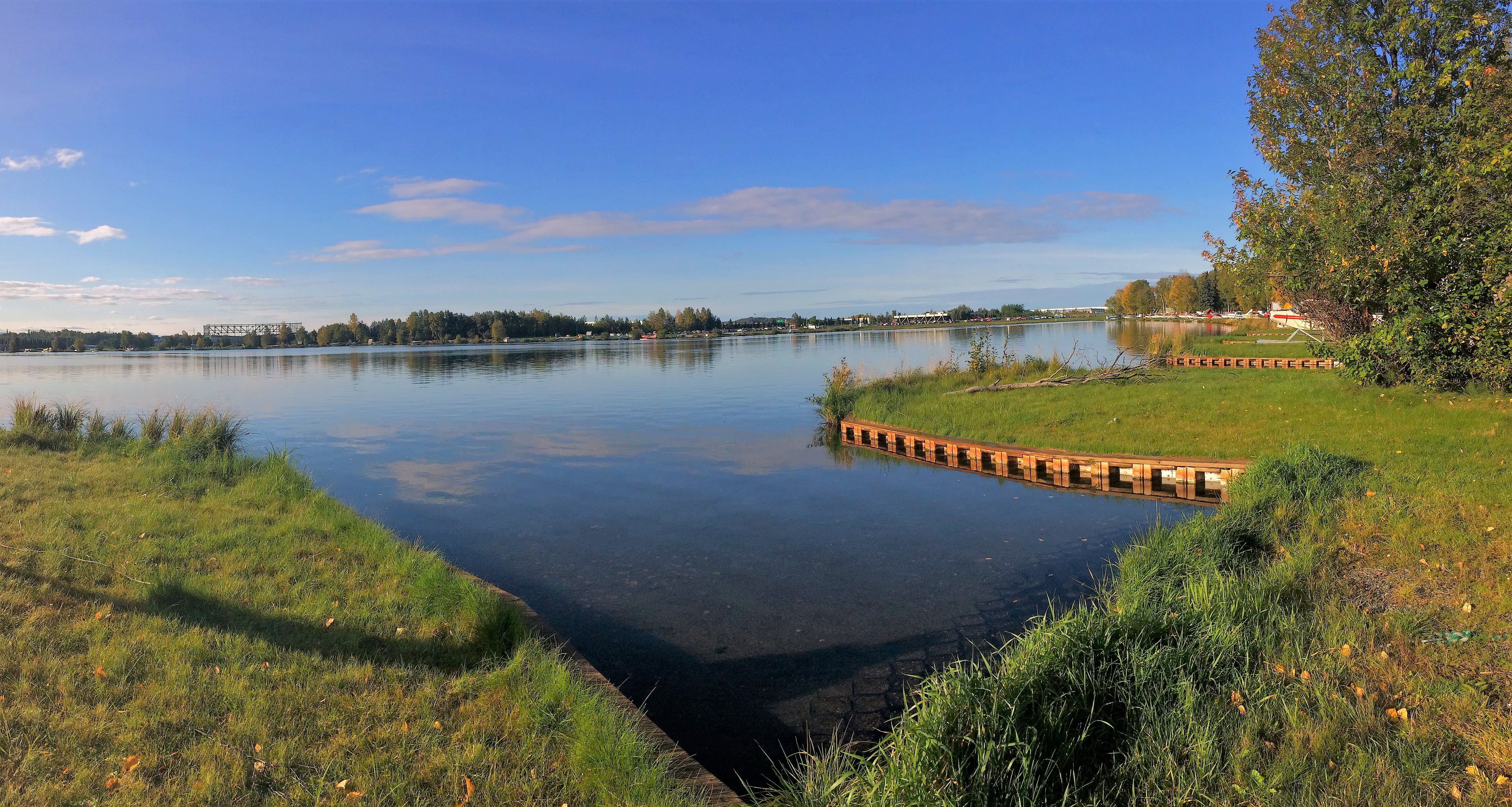
Il lago in settembre
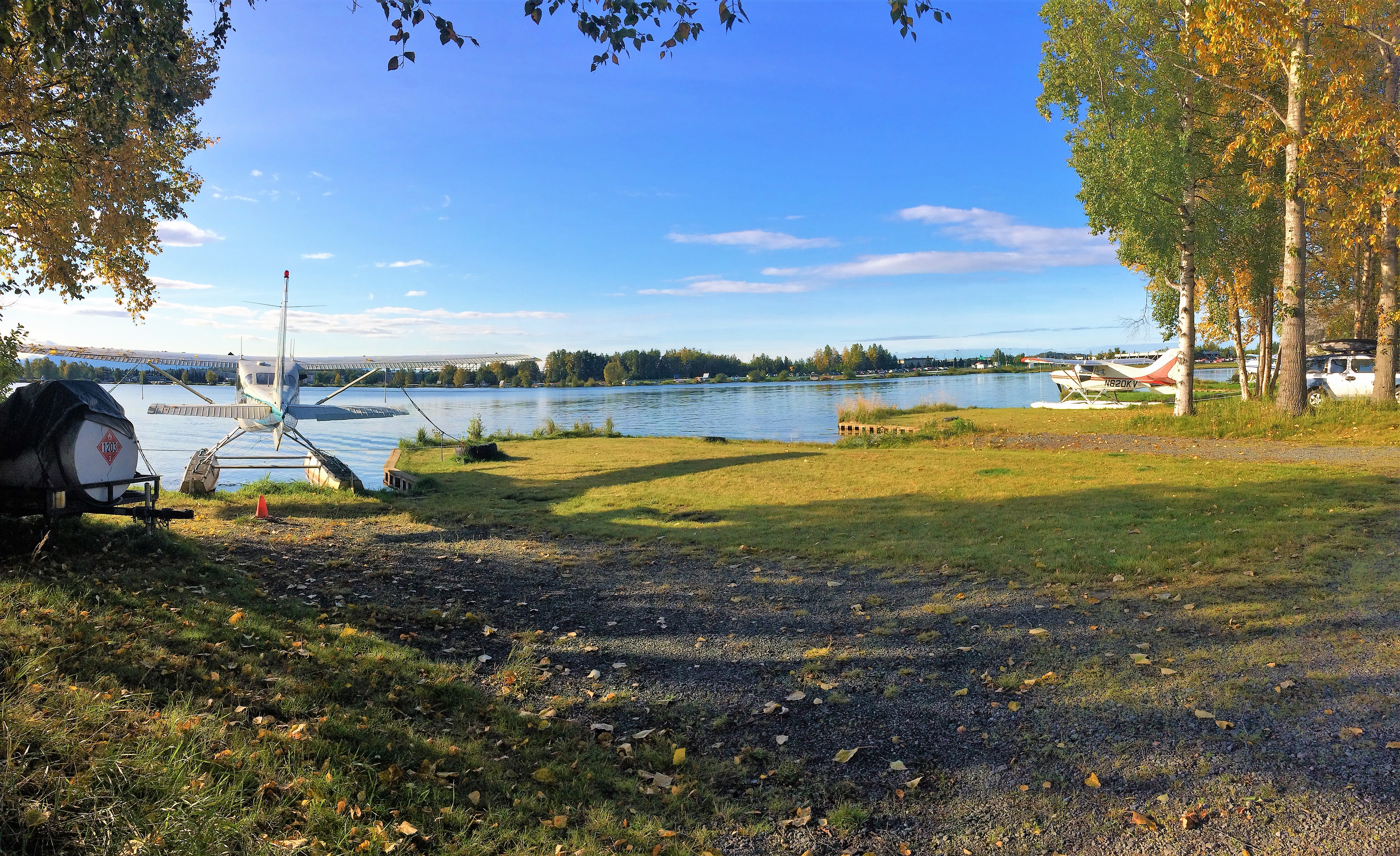
Il lago in settembre

- Wikimedia Commons contiene immagini o altri file su Parchi e giardini di Anchorage

## Laguna Westchester e parco Margaret Eagan Sullivan
61°12′16″N 149°54′58″W
La laguna di Westchester (Westchester Lagoon) è formata da due laghi artificiali separati dalla "Minnesota Drive" e si trova a sud-ovest del centro di Anchorage. Verso il mare un argine rialzato permette il passaggio della ferrovia dell'Alaska (collegamento Anchorage-Seward) separando così la laguna dal braccio di mare Knik e dalla baia di Cook, anche se un grande canale sotterraneo consente la deposizione delle uova di salmone a monte del "Cook Inlet"; lo stesso canale è utilizzato per il deflusso del "Chester Creek" il fiume che alimenta la laguna e attraversa la città da est a ovest.
Sulla riva settentrionale della laguna si trova il parco Margaret Eagan Sullivan (Margaret Eagan Sullivan Park), dedicato nel 1993 alla defunta moglie dell'ex sindaco di Anchorage George M. Sullivan e completamente ristrutturato nel 2013. Nel 1960 sono incominciate i lavori di ristrutturazione dell'area. Nel 1975 il comune di Anchorage ha definito il parco e la laguna "santuario degli uccelli acquatici" (waterfowl sanctuary).

### Fauna
Con un po' di fortuna è possibile vedere i seguenti animali:
- alci;
- castori;
- topi muschiati;
- volpi rosse;
- lontre;
- visone americano.

Più frequenti sono gli uccelli:
- anatre in genere;
- germani reali;
- codone comune;
- fischioni americani;
- moretta grigia;
- oche;
- svassi.

### Alcune immagini della laguna Westchester e del parco Margaret Eagan Sullivan

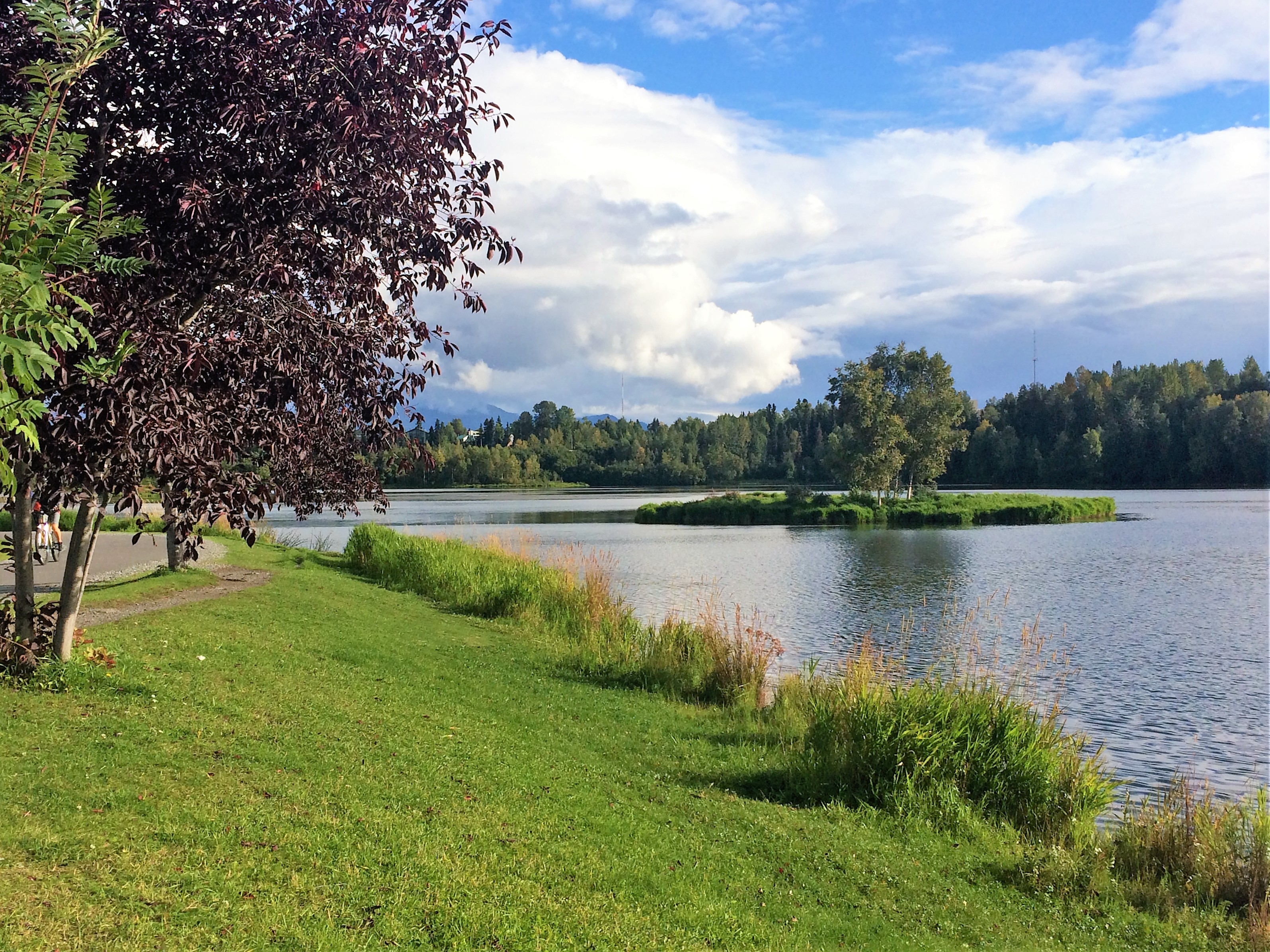
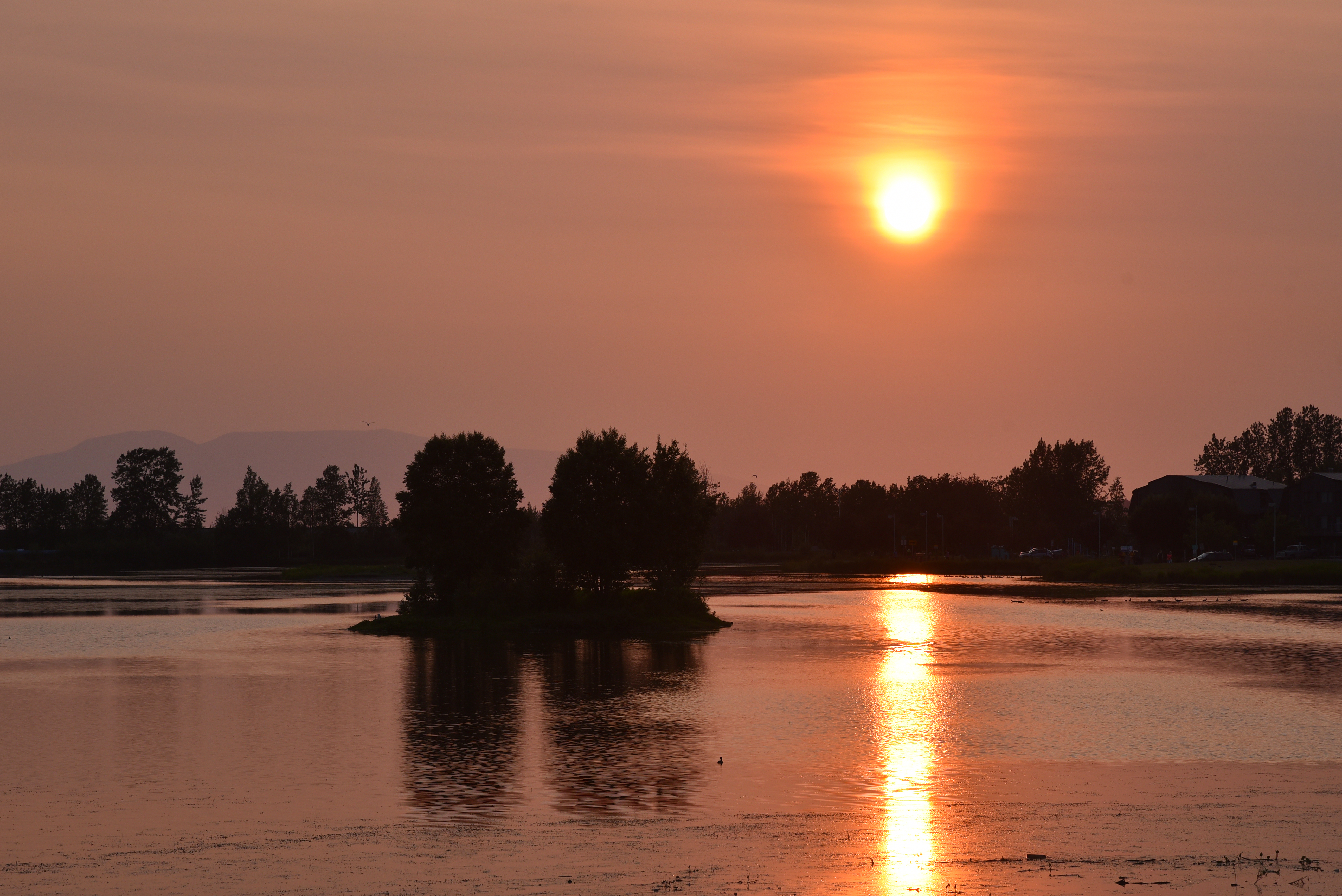
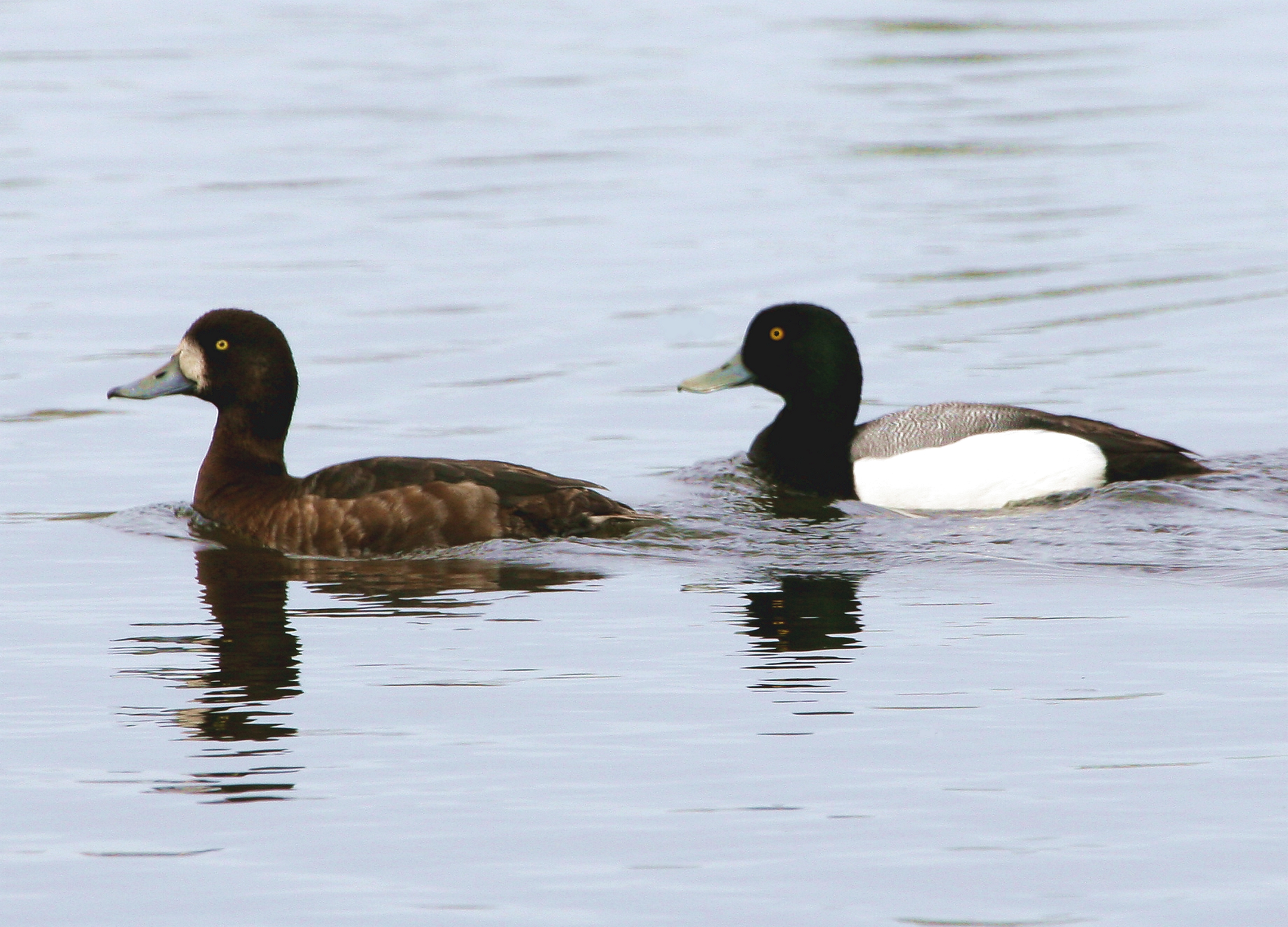
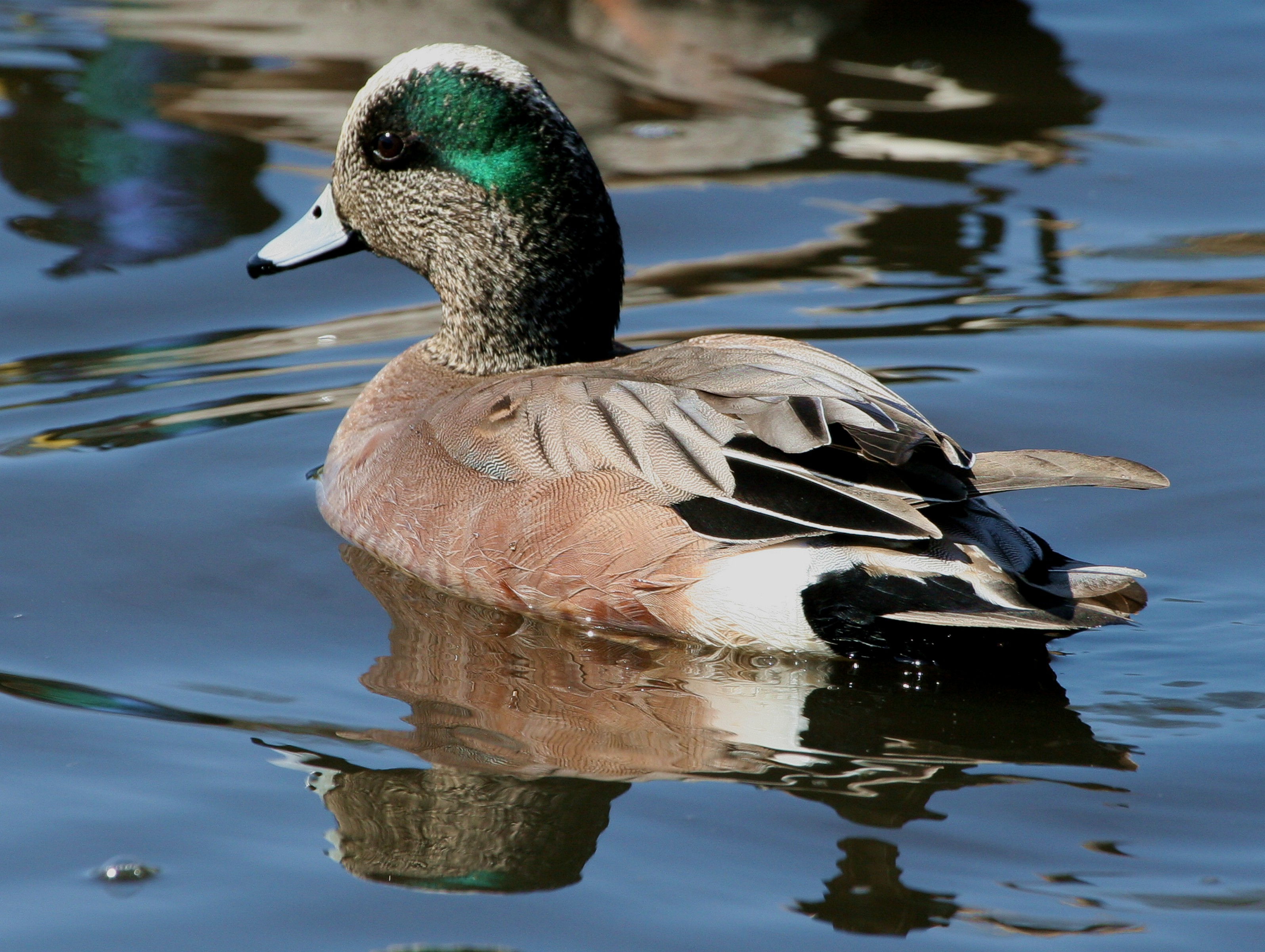
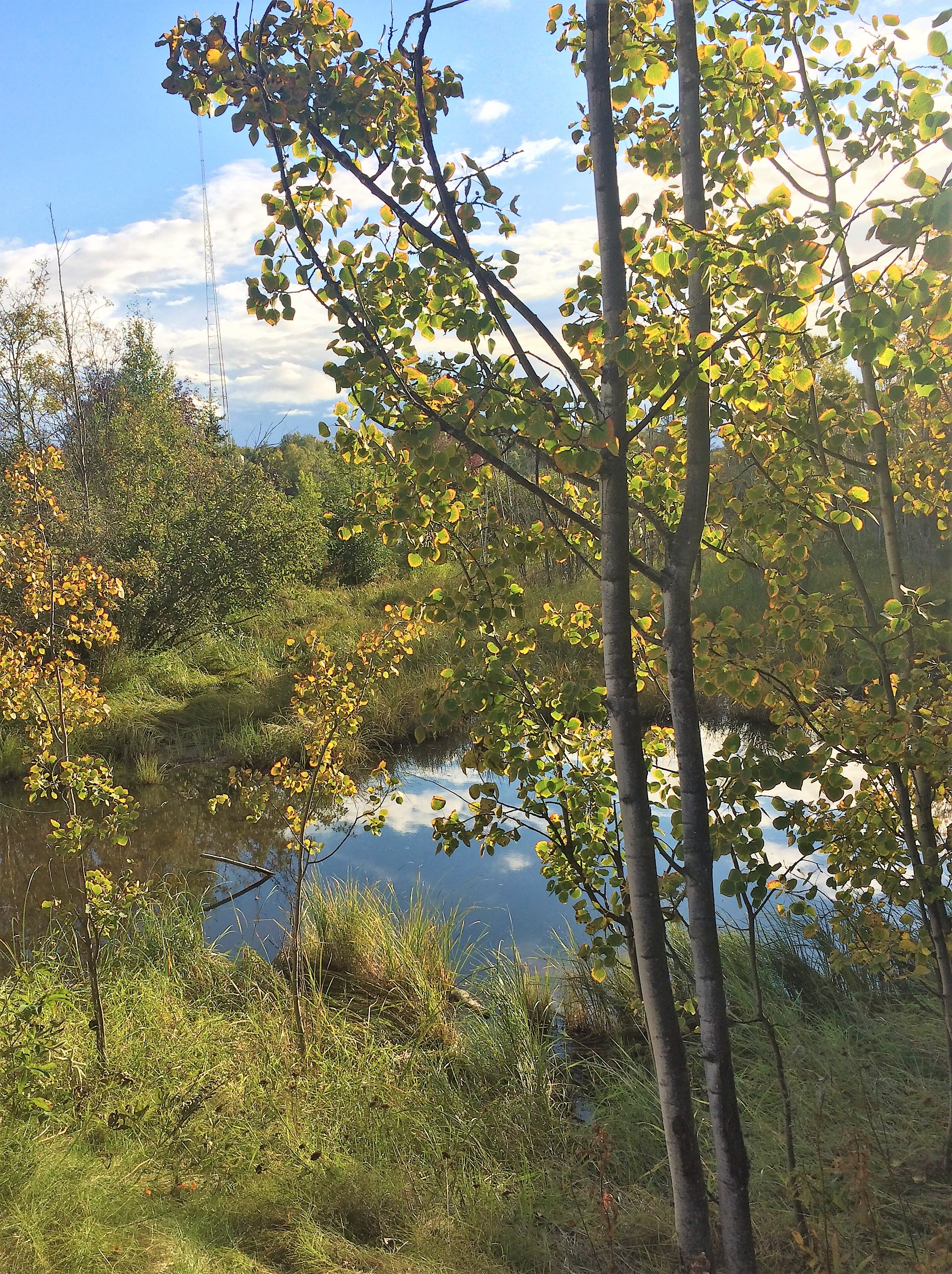
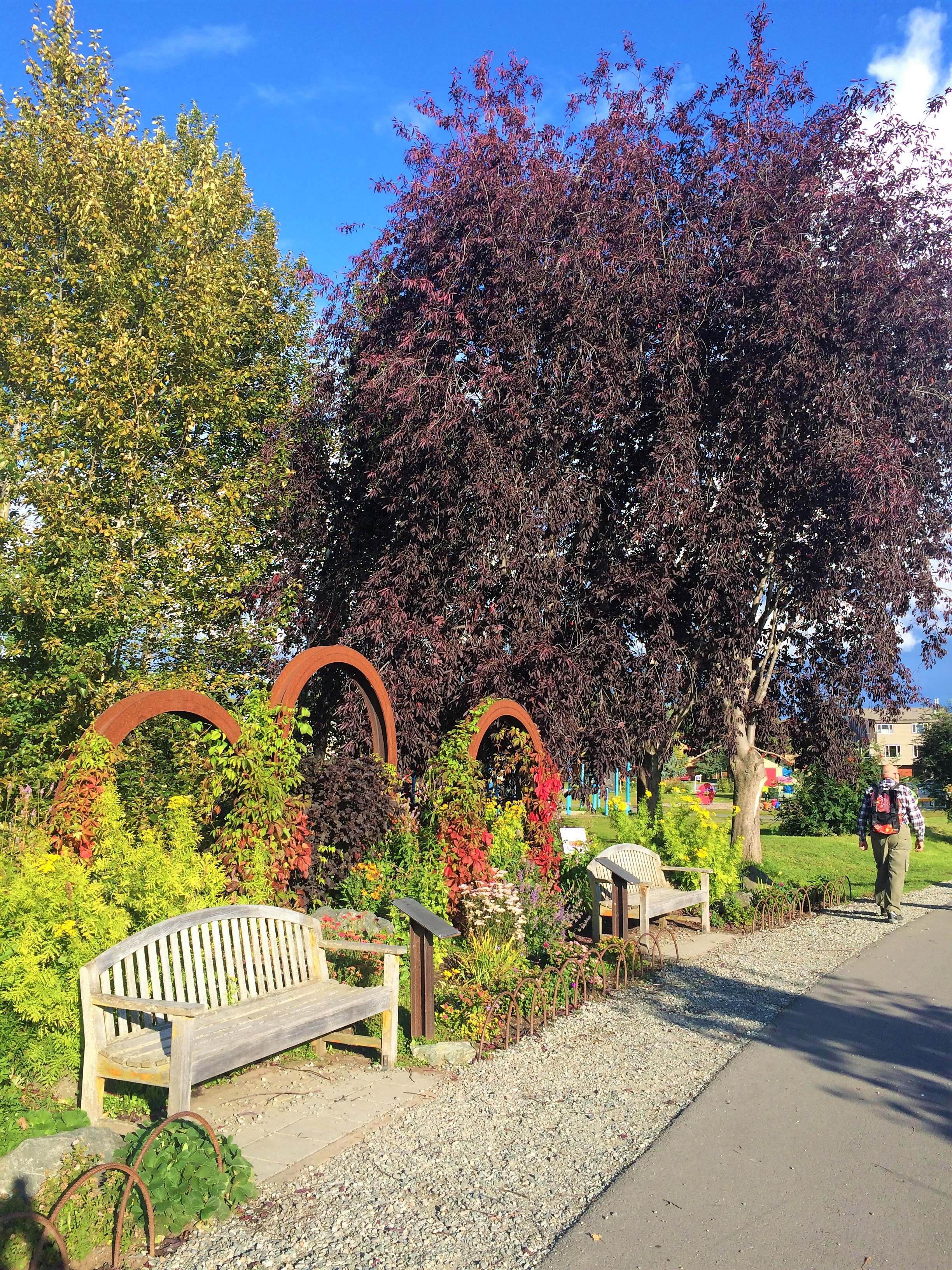

- Wikimedia Commons contiene immagini o altri file su Parchi e giardini di Anchorage (Laguna Westchester)

- Wikimedia Commons contiene immagini o altri file su Parchi e giardini di Anchorage (Parco Margaret Eagan Sullivan)

## Parco Nulbay
61°12′57″N 149°54′36″W
"Nulbay Park" è un piccolo parco all'estremità occidentale della città di Anchorage, situato tra la "West 7th Avenue", la "O Street" e la baia di Knik. Il nome del parco deriva dalla parola vernacolare "nulbay" = gabbiano.

### Alcune immagini del Parco Nulbay

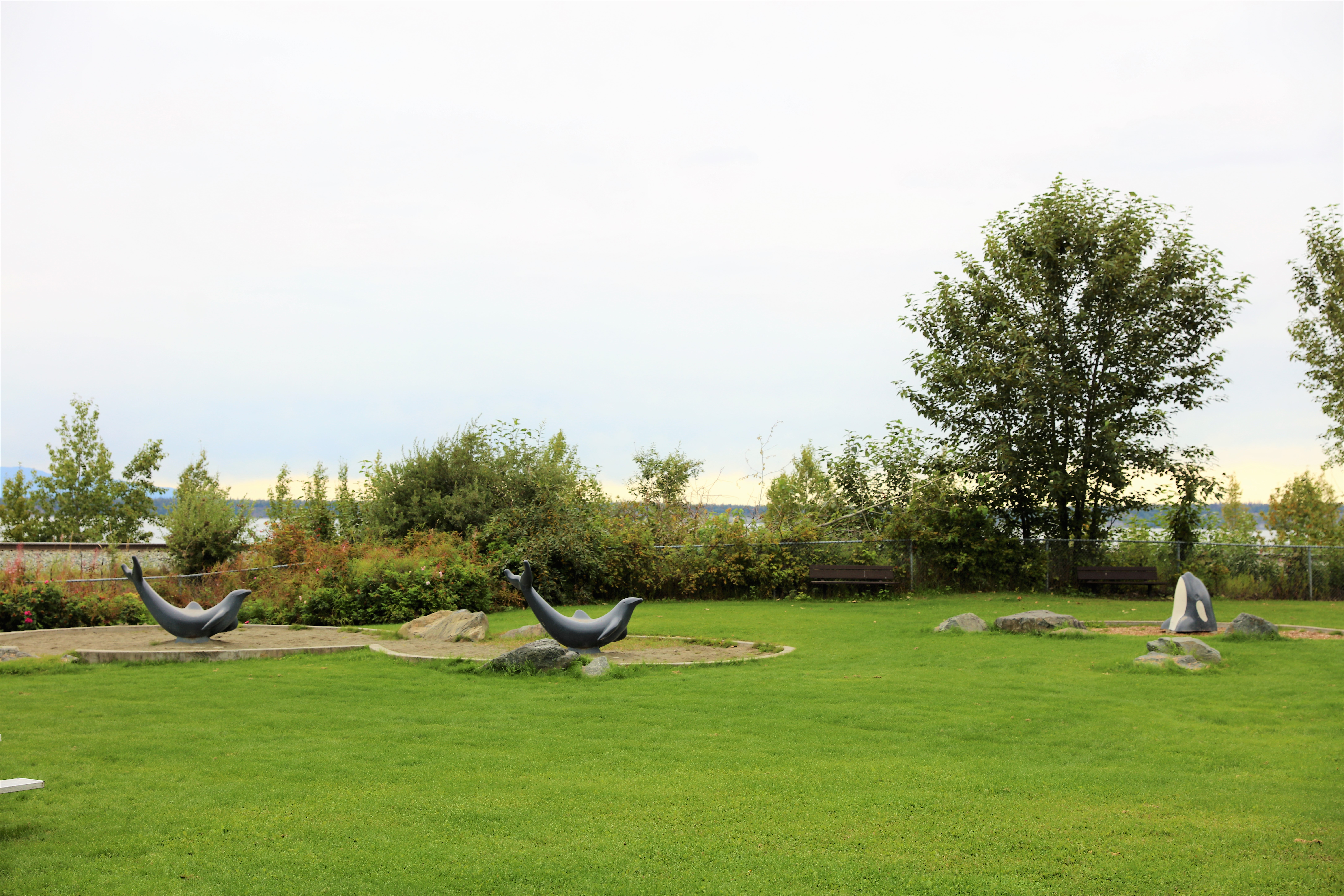
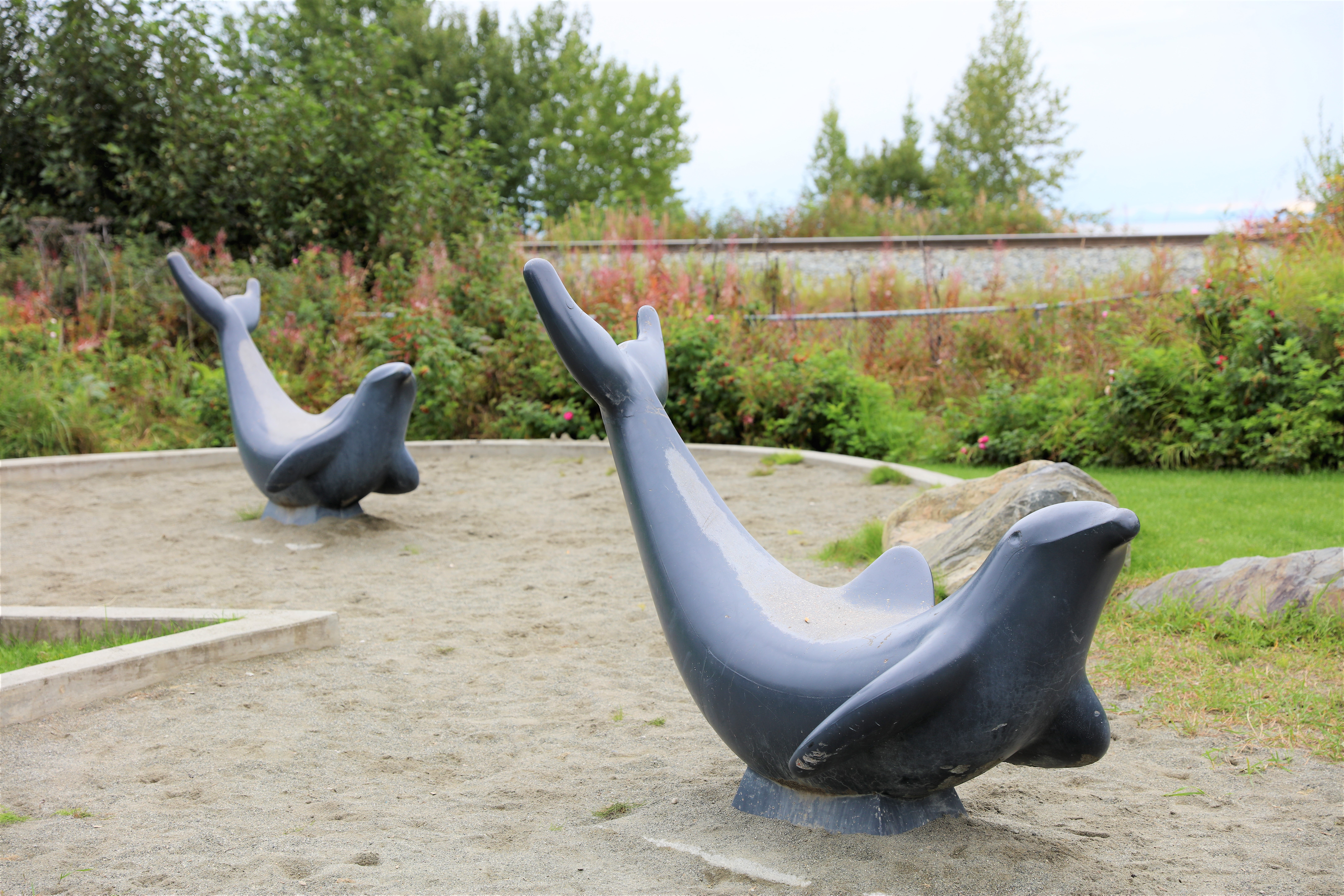
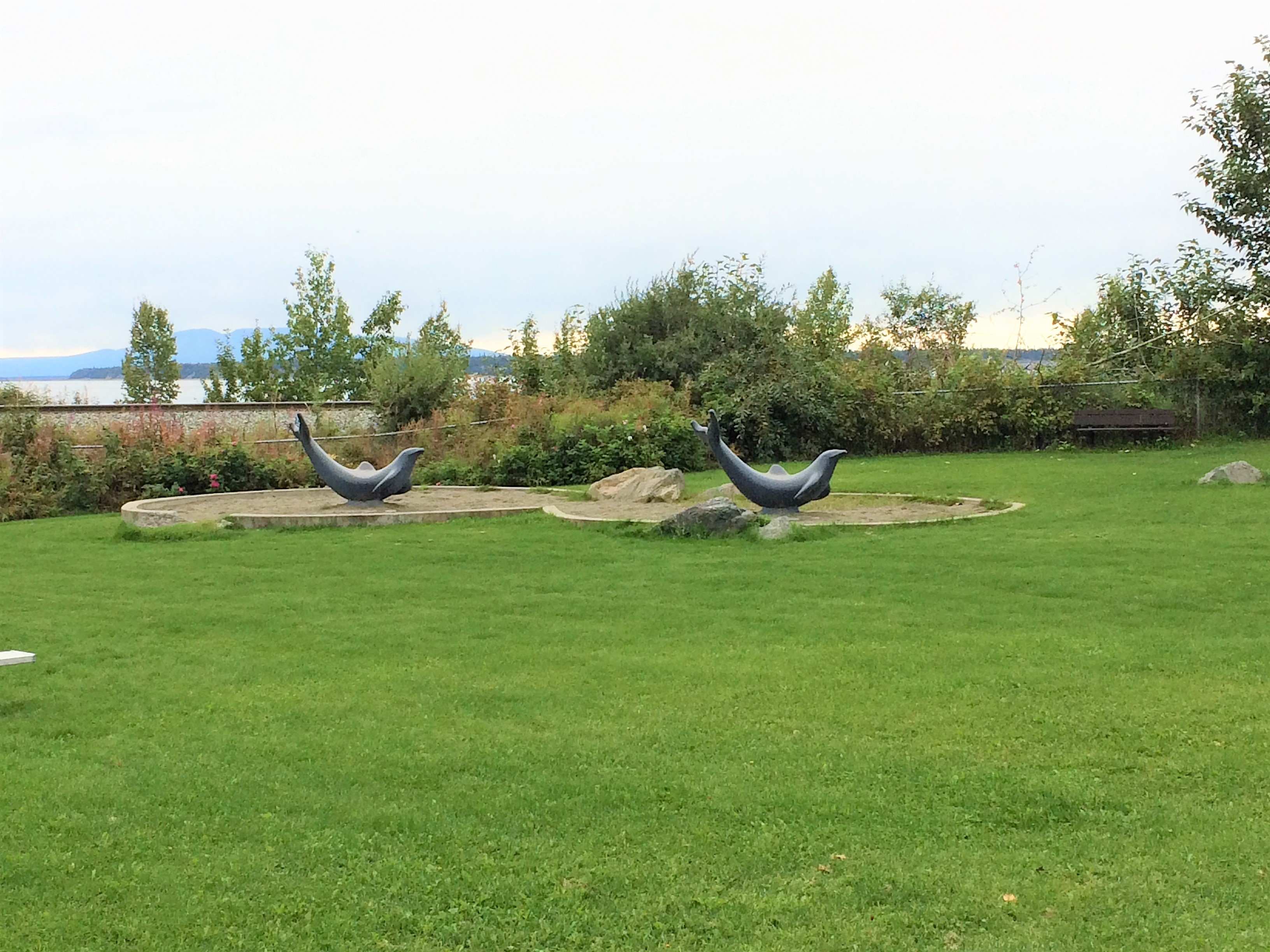

- Wikimedia Commons contiene immagini o altri file su Parchi e giardini di Anchorage

## Parco Russian Jack Springs
61°12′21″N 149°47′18″W
Il parco "Russian Jack Springs" è situato nella parte nord-est della città di Anchorage e consiste in due quadrati di 120 ettari attraversati dalla Debar Road. Il parco è gestito dal comune della città e prende il nome da Jacob "Russian Jack" Marunenko, un immigrato diventato uno dei personaggi più colorati e leggendari di Anchorage.
Le prime notizie del parco si hanno nel 1943 quando l'area fu "acquisita" dall'esercito americano. Cinque anni più tardi, la terra fu dichiarata proprietà in eccedenza e venduta dall'Amministrazione delle Risorse di Guerra degli Stati Uniti alla città di Anchorage. Il comune della città ne fece due aree (nord e sud) da utilizzare come parco cittadino, mentre l'acqua dolce di "Russian Jack Springs" (u fiume che attraversa la zona) è stata riservata come fonte secondaria di approvvigionamento idrico. Nel 1951, il dipartimento di polizia di Anchorage stabilì nel sito di Russian Jack Springs una "prigione-fattoria" cittadina. La fattoria della prigione ospitava detenuti a bassa sicurezza in quella che oggi è la serra russa del parco di Jack Springs e un campo da golf pubblico.

### Servizi presenti nel parco
Nel parco sono presenti i seguenti servizi pubblici:
- Collina da slittino
- Sentieri escursionistici e ciclabili
- Parco per cani al "Lions Camper Park"
- Campo da golf con 9 buche
- Serra comunale pubblica e solarium (piante tropicali, uccelli esotici e pesci)
- Campi di calcio e softball
- Campi da tennis
- Attrezzature varie per bambini di 5-12 anni
- Servizi igienici e sale riunioni della comunità presso lo "Chalet Lidia Selkregg"

Il parco è inoltre attrezzato per lo sci di fondo (2,5 km) con sentieri illuminati.

### Alcune immagini del Parco Russian Jack Springs

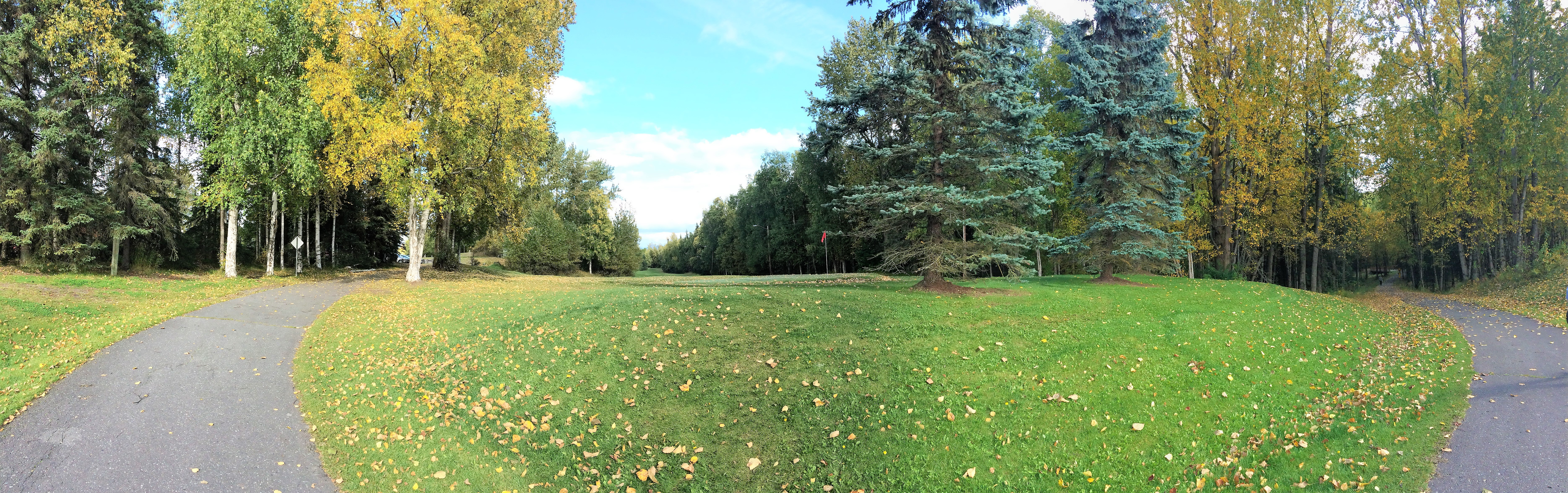
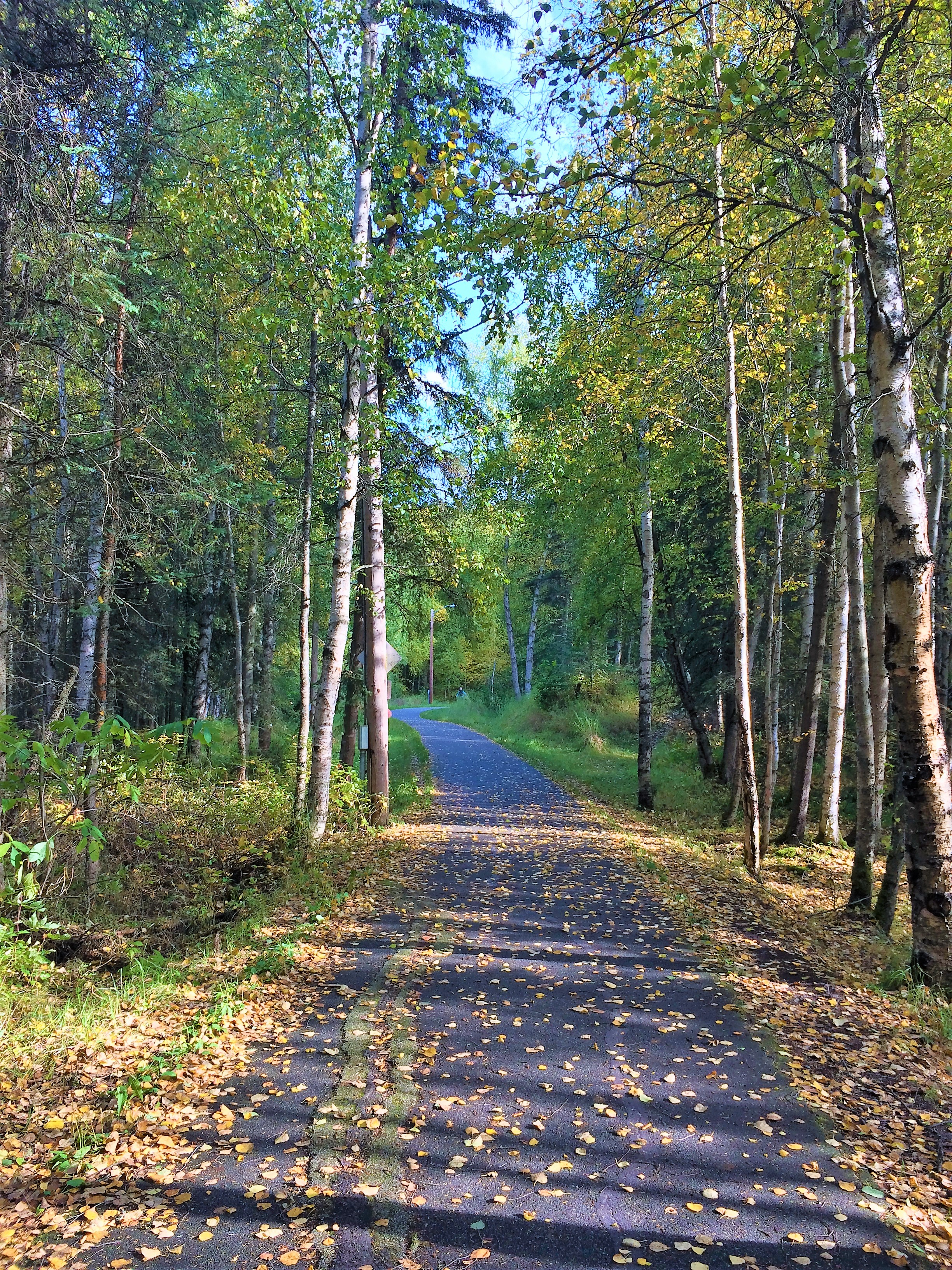
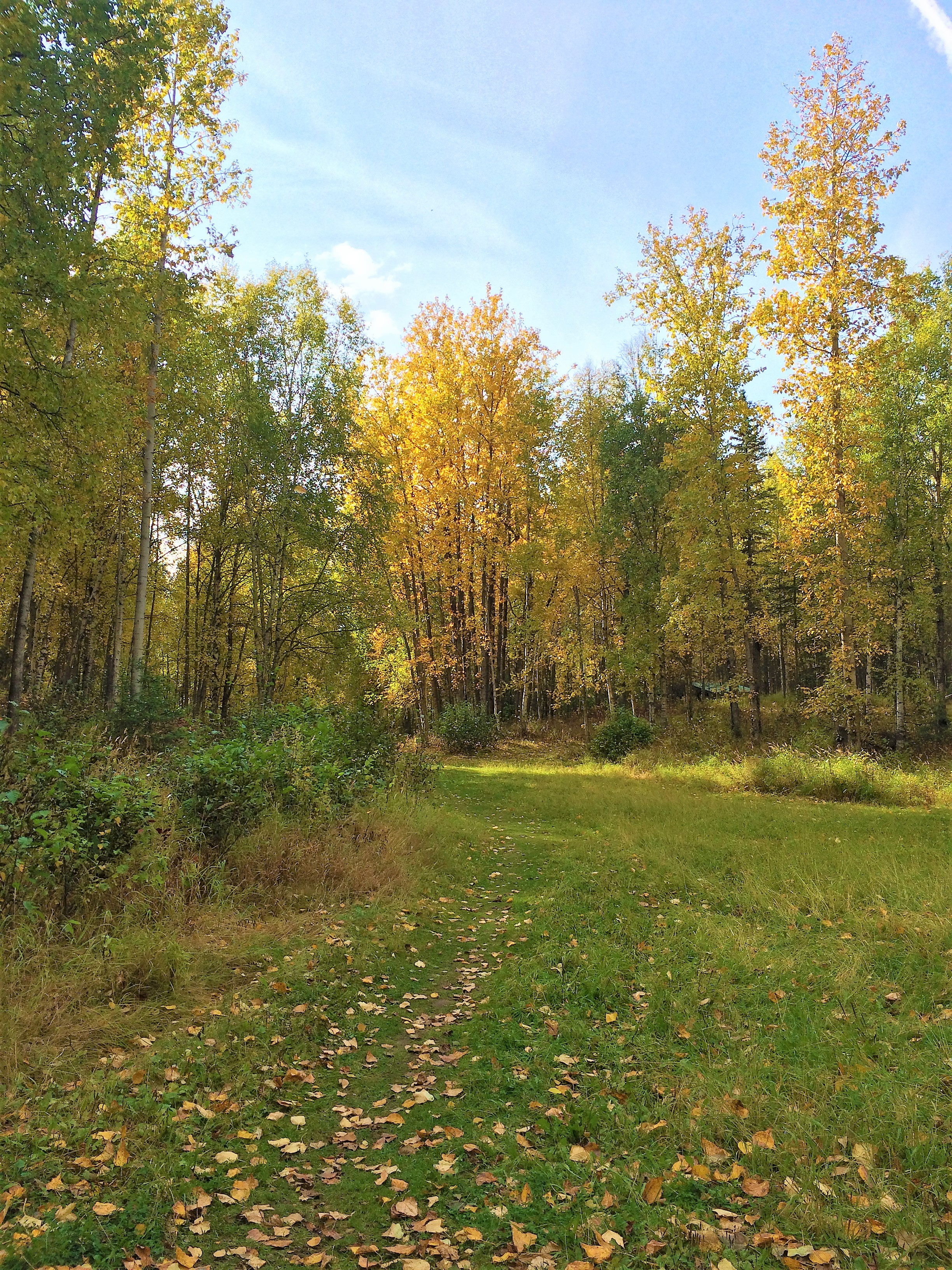
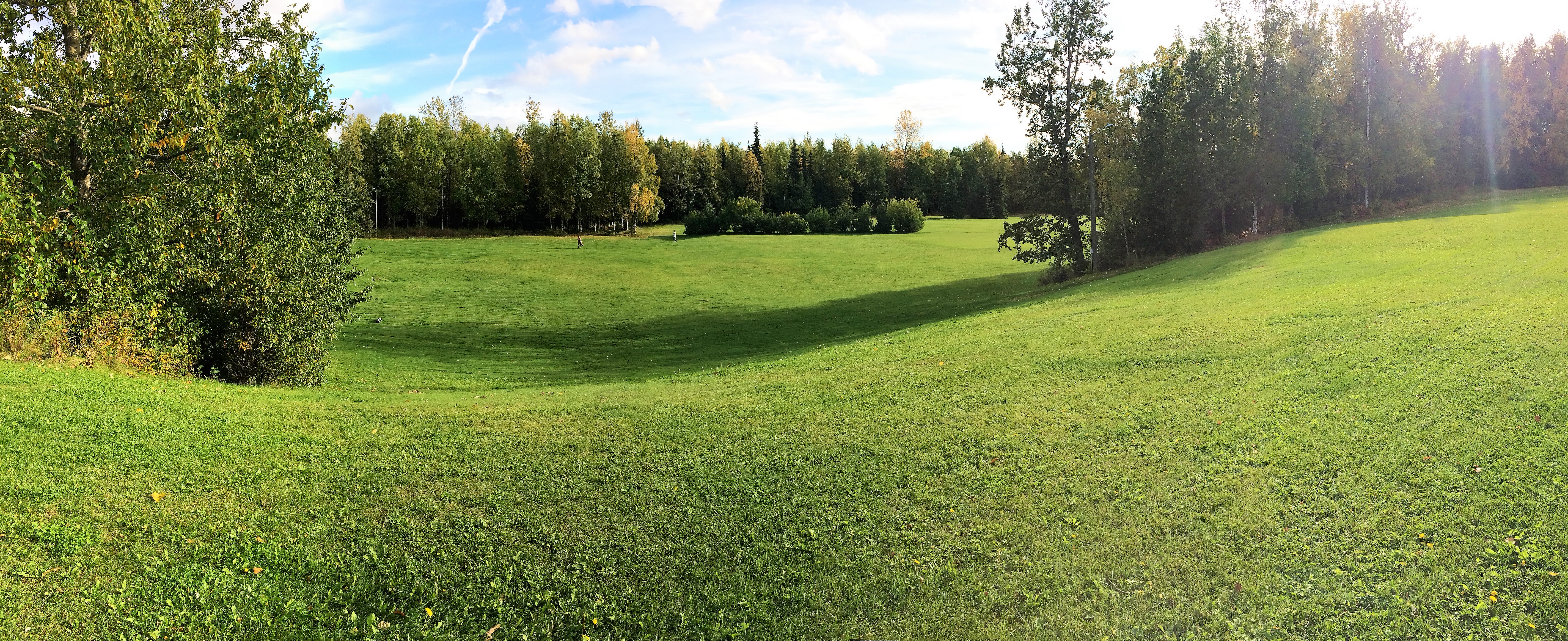

- Wikimedia Commons contiene immagini o altri file su Parchi e giardini di Anchorage

## Potter Marsh
61°04′39″N 149°49′37″W
"Potter Marsh" (chiamata anche "Potter Marsh Wildlife") è una palude, situata all'entrata sud-est della città, lungo l'autostrada Seward (Mile 117), all'estremità meridionale dell'"Anchorage Coastal Wildlife Refuge" (un'area di rifugio naturale situato nel comune di Anchorage).
La palude si è formata dal 1916 durante la realizzazione della linea ferroviaria Anchorage-Seward. In quel periodo furono costruite diverse dighe per proteggere i binari dall'alta marea, formando così nell'entroterra un'area ricca di acquitrini e difficilmente agibile. Si è creata in questo modo un'"area di rifugio" per diverse specie di animali soprattutto uccelli. Una passerella di 450 metri (1.550 piedi) permette di osservare facilmente questi animali. La palude ha una estensione di circa 2,3 km{\displaystyle ^{2}} (564 acri) e si estende per oltre 3 chilometri tra l'autostrada Seward e la base dei monti Chugach.
Un labirinto di zone umide concentra almeno 130 specie di uccelli migratori e nidificanti (anatre, uccelli canori, strolaghe e gabbiani). Nella zona sono presenti anche alci, castori, muskrats, aquile calve e salmoni.

### Alcune immagini del Potter Marsh

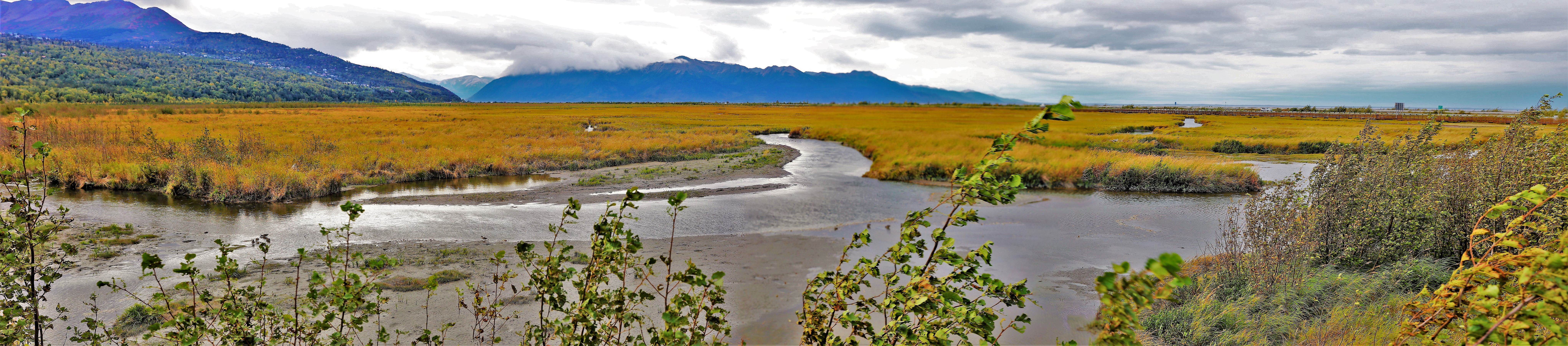
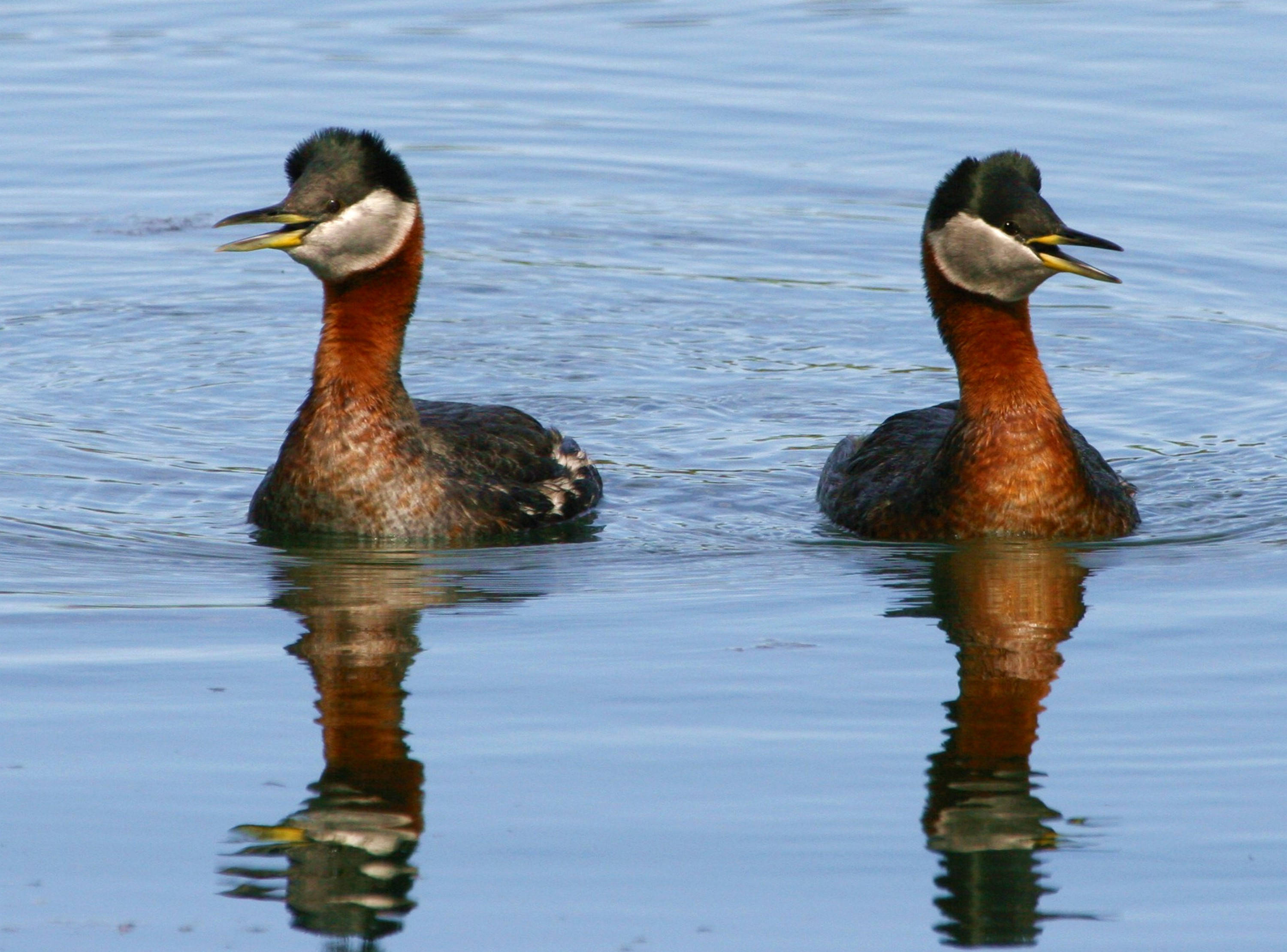
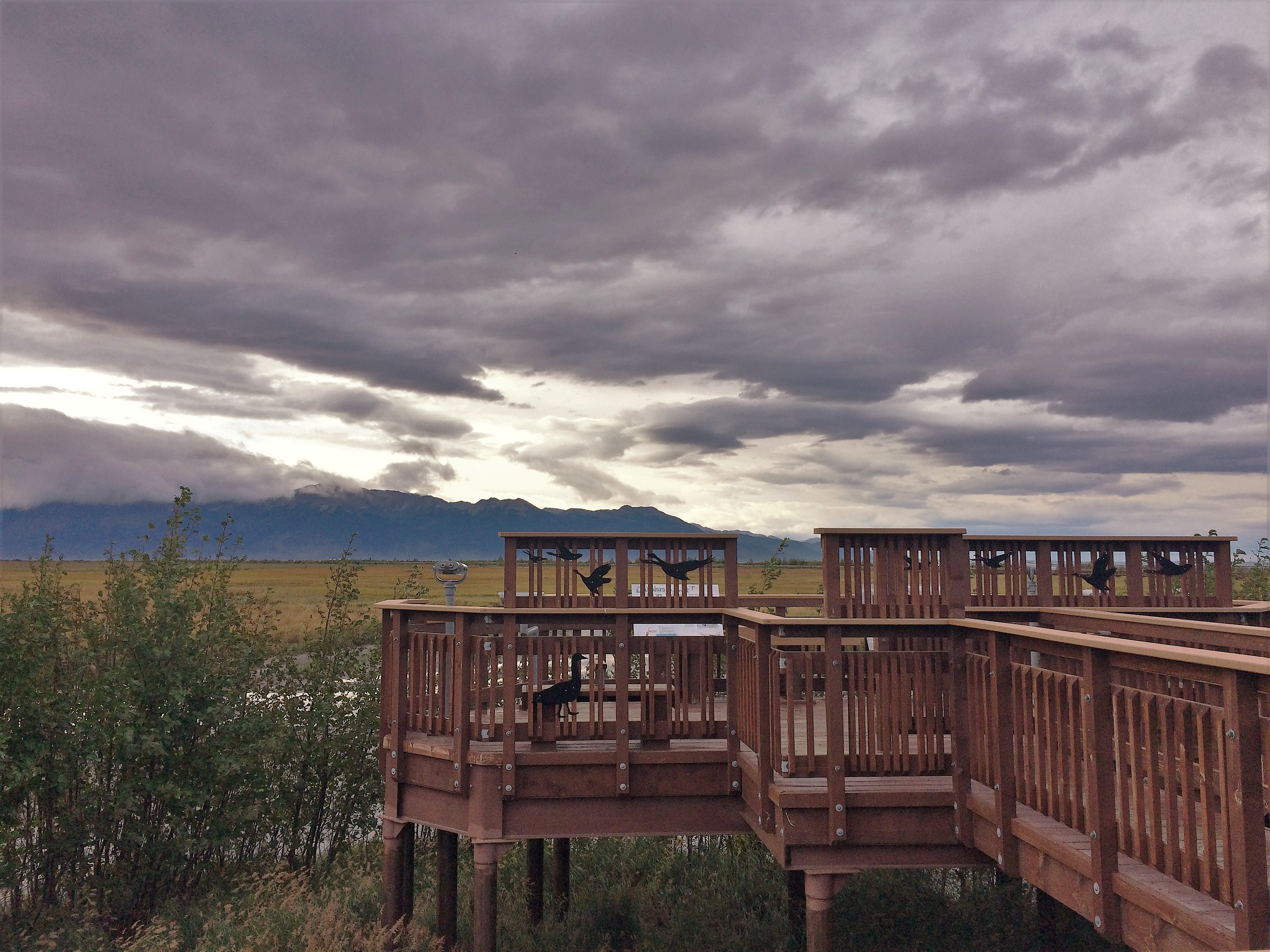
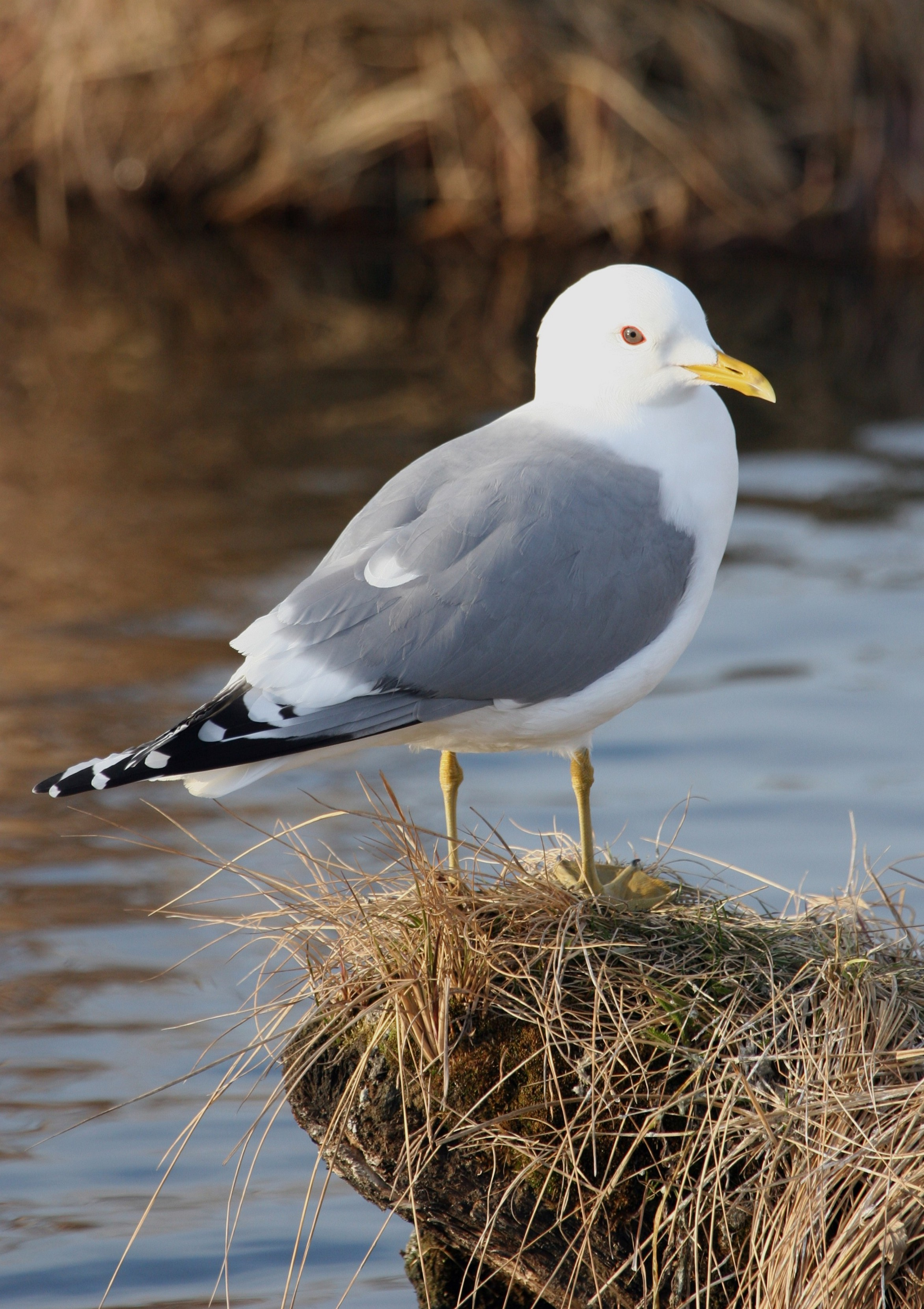
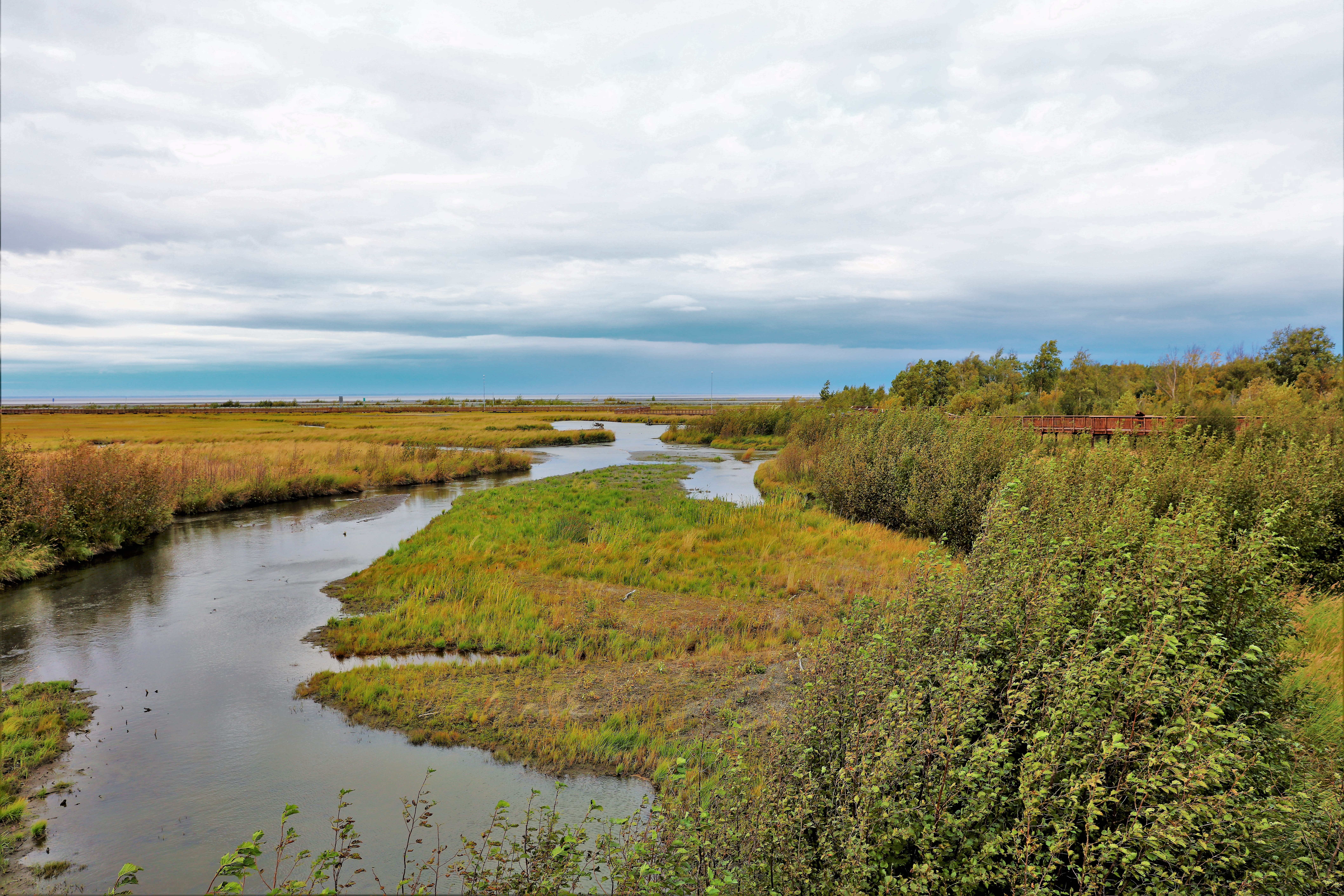
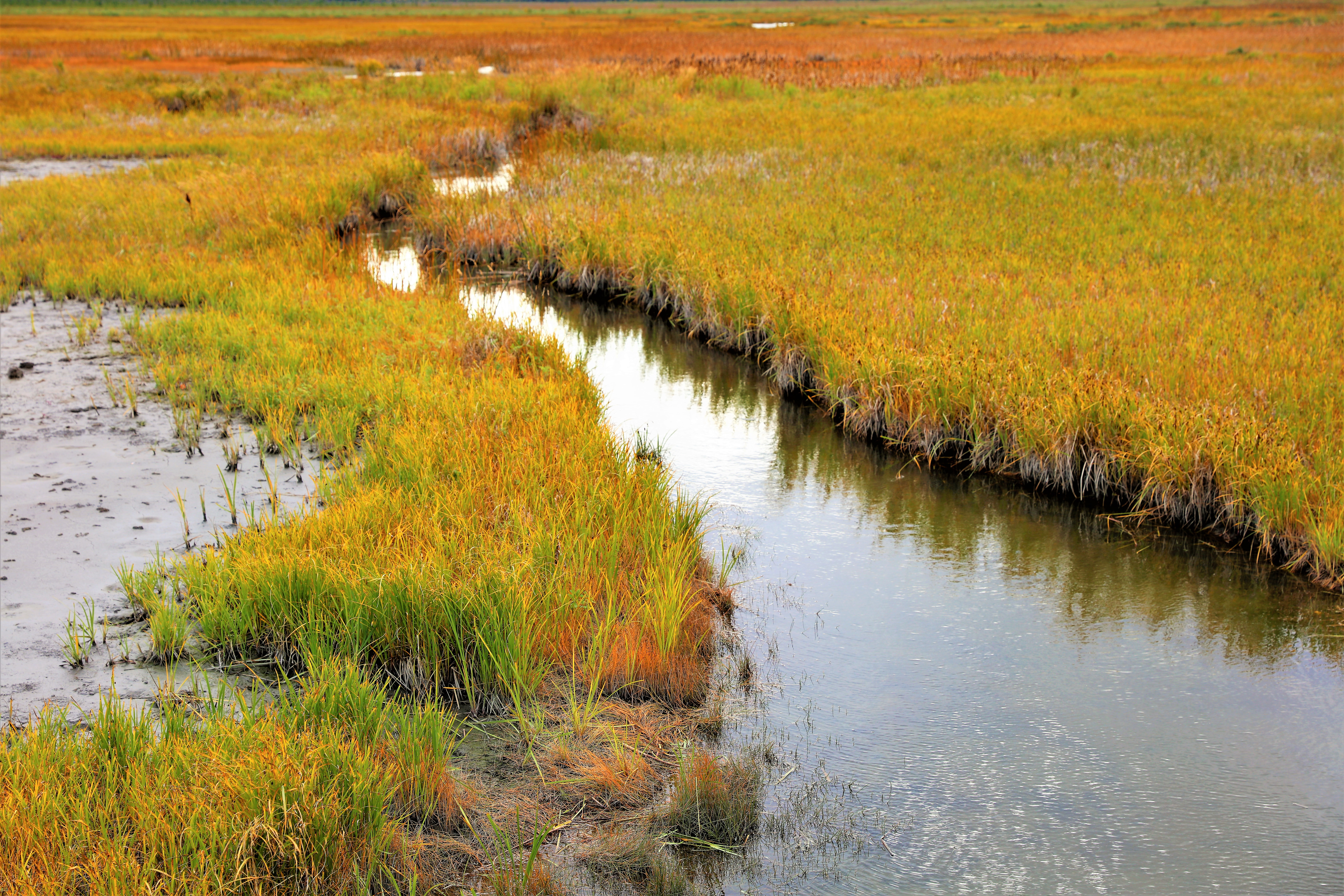

- Wikimedia Commons contiene immagini o altri file su Parchi e giardini di Anchorage

## Giardino botanico di Anchorage
61°10′40″N 149°45′32″W
Il giardino botanico di Anchorage è una organizzazione senza scopo di lucro ed ha lo scopo di valorizzare la bellezza e il valore del materiale vegetale attraverso l'educazione, la conservazione, la ricreazione e la ricerca. Su una superficie di 46 ettari sono presenti circa 1.100 specie di piante perenni (di cui circa 150 sono originarie dell'Alaska).

## Alcune immagini del giardino botanico

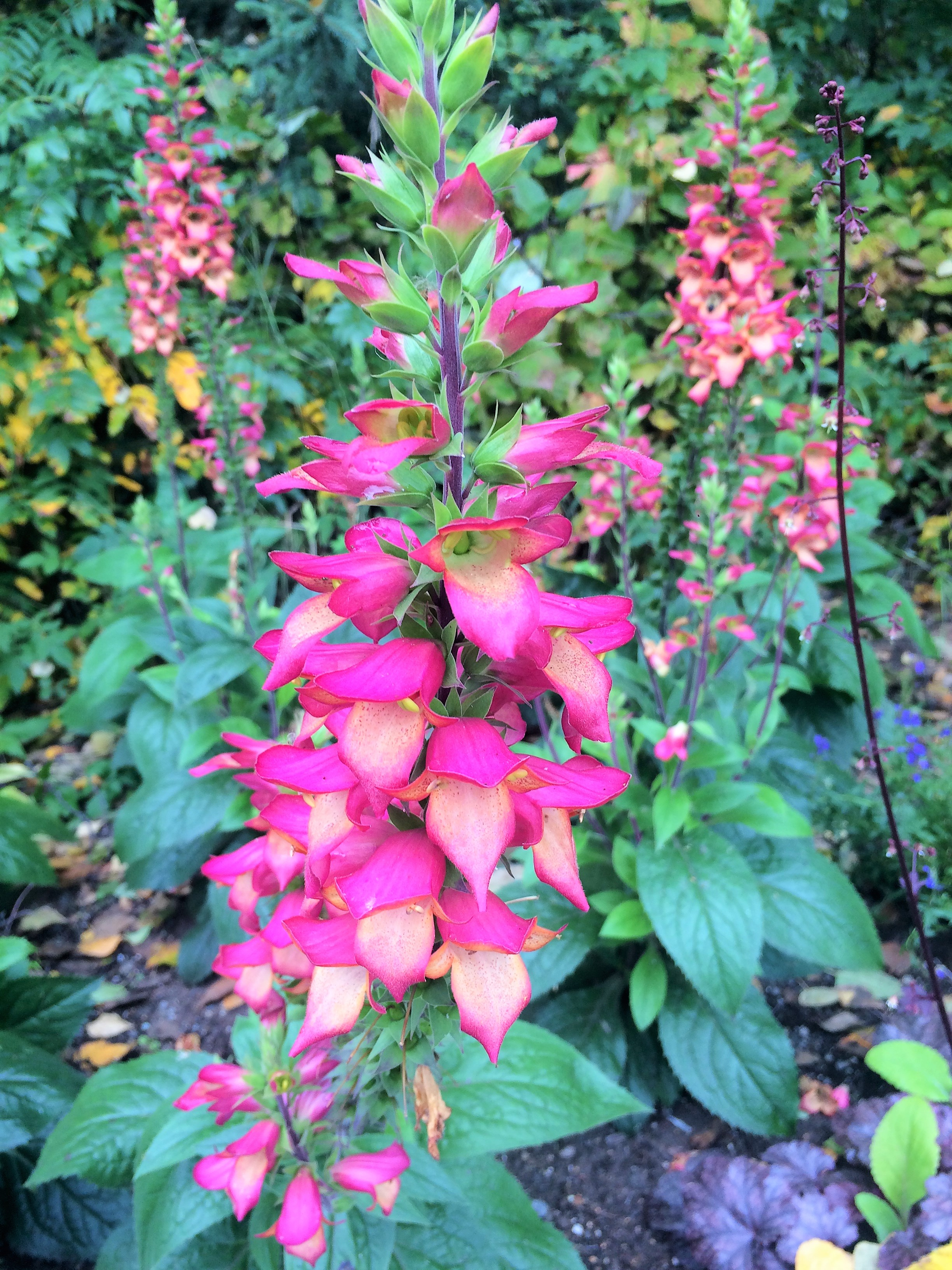
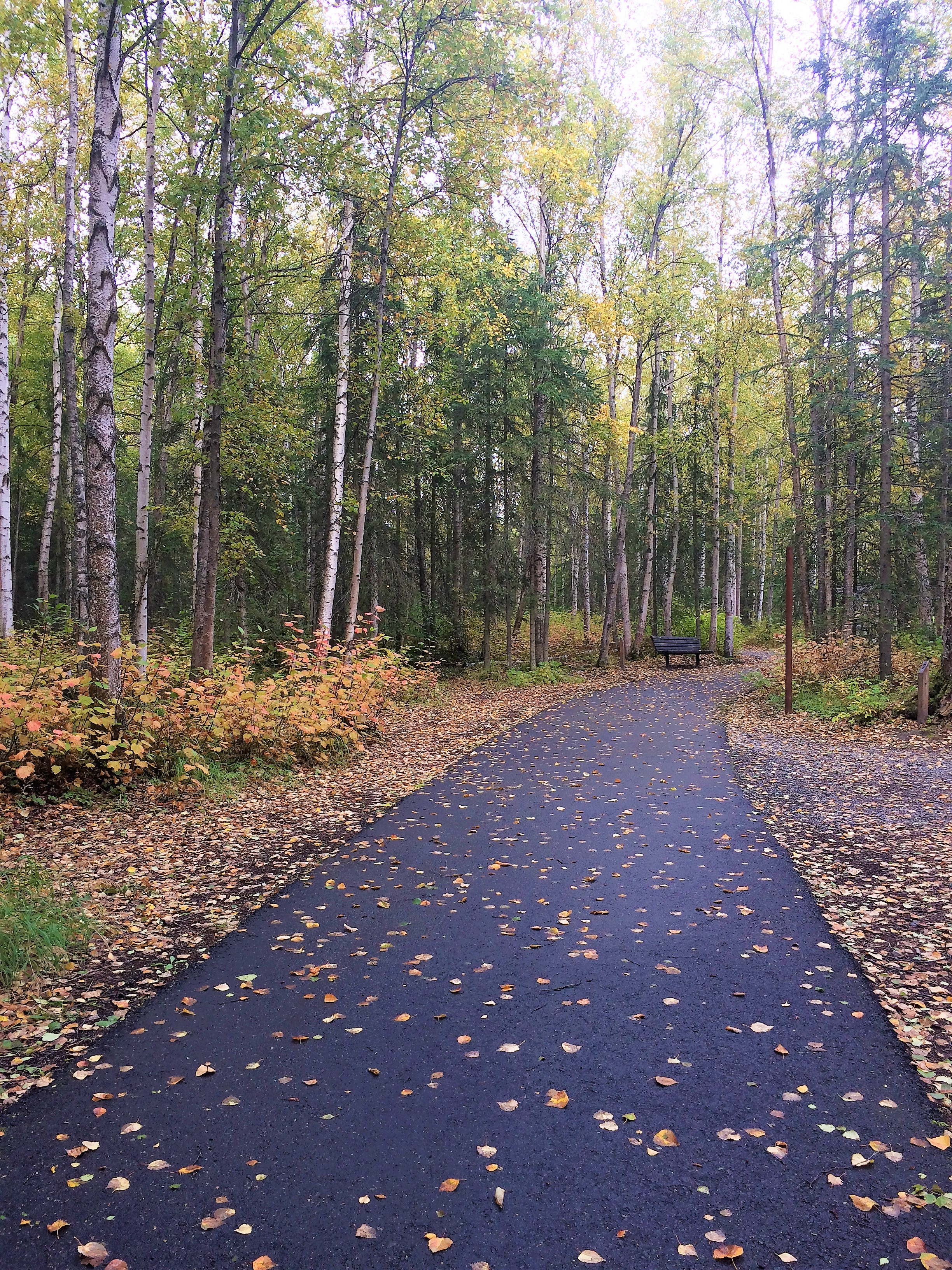
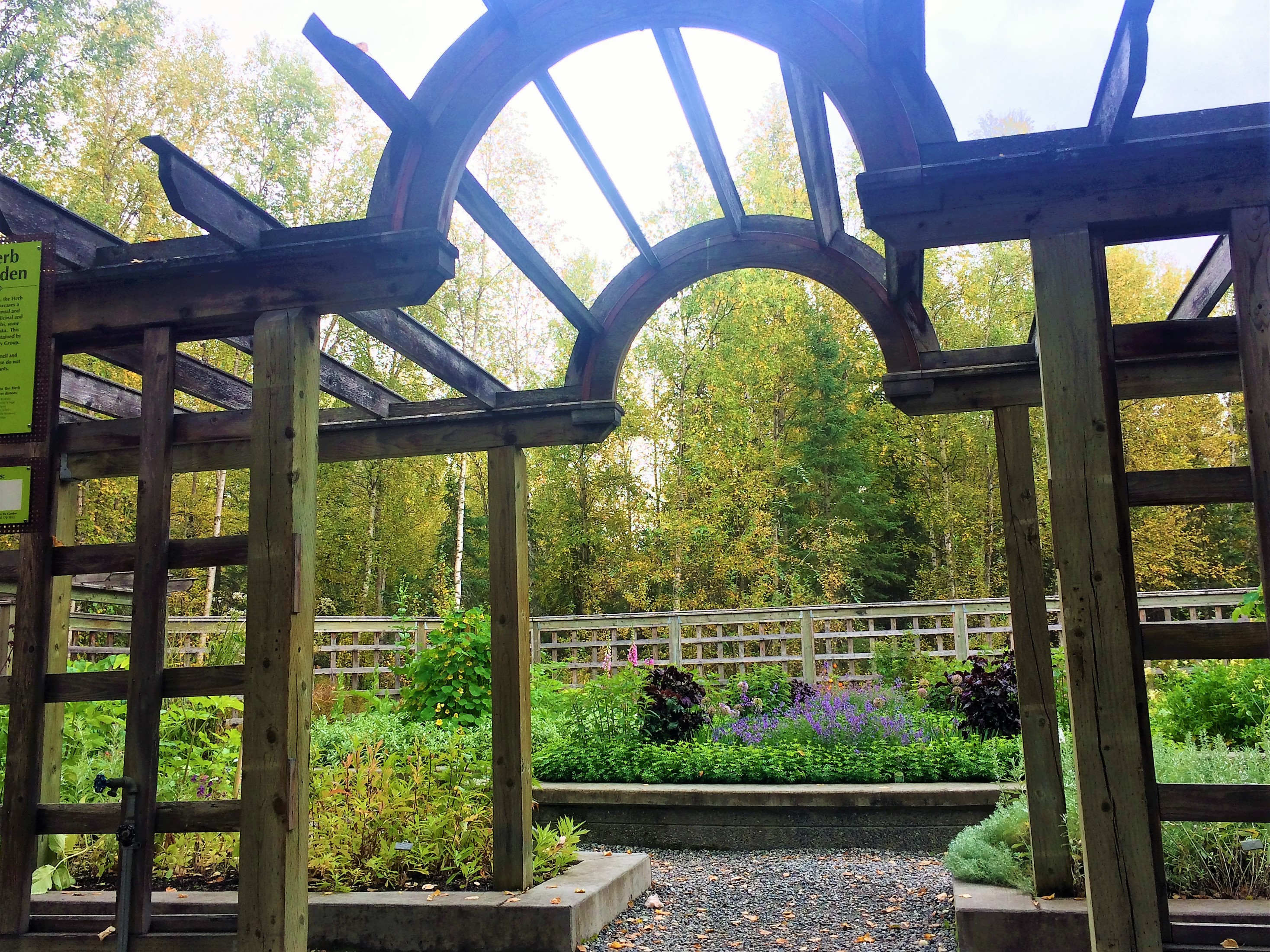
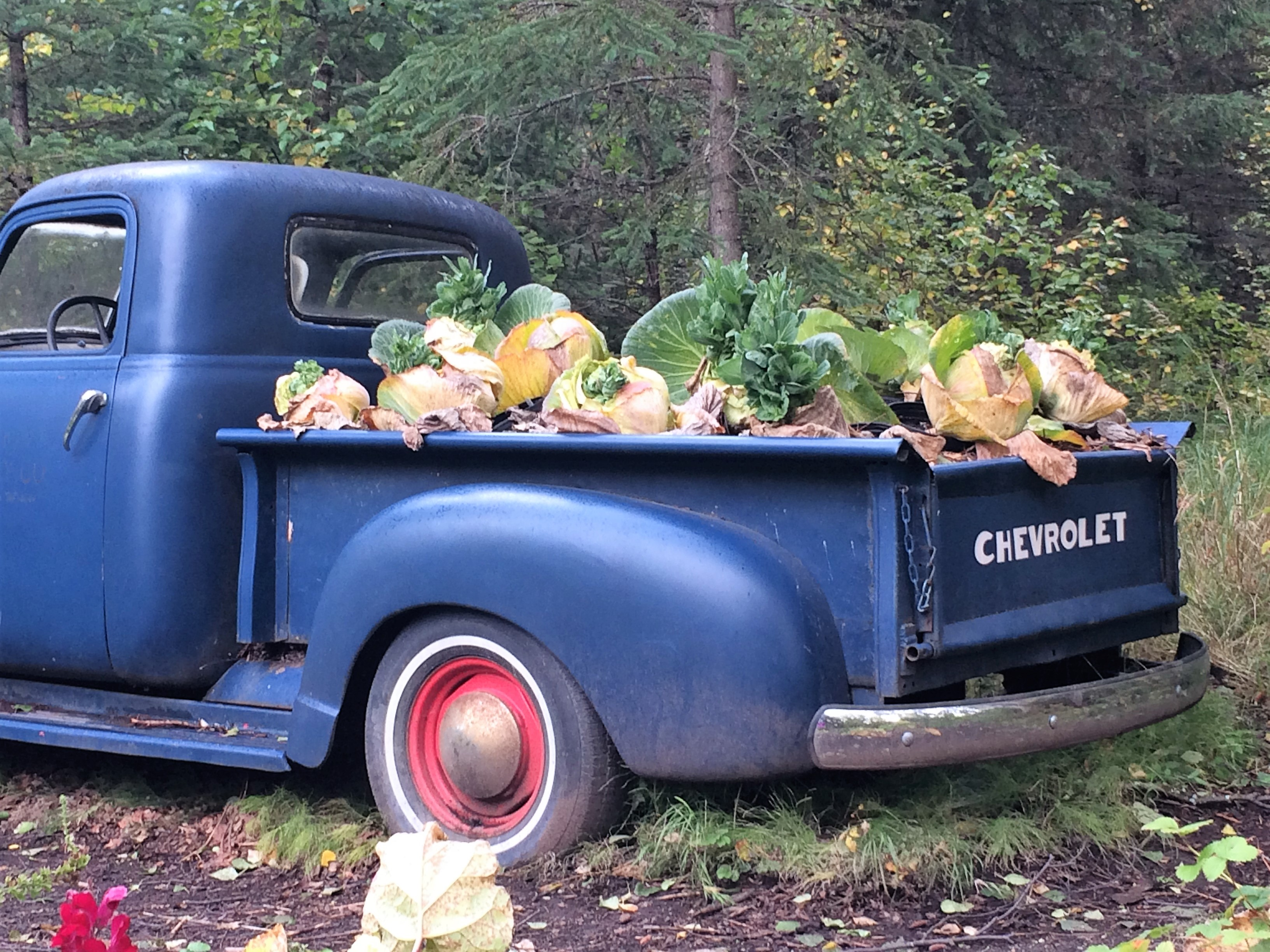
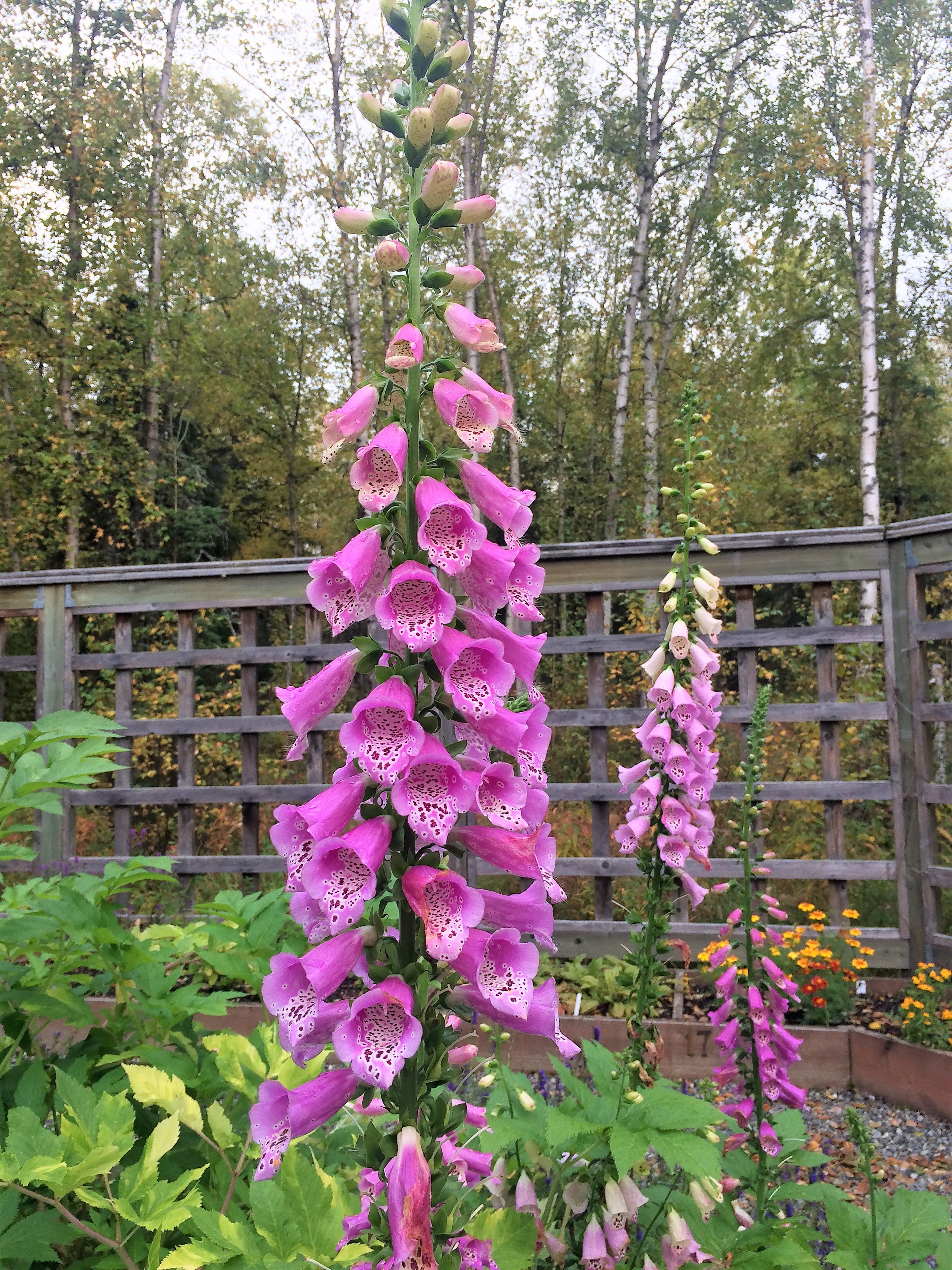